# STAR DRIVER 輝きのタクト
『STAR DRIVER 輝きのタクト』（スター ドライバー かがやきのタクト）は、2010年10月3日から2011年4月3日までMBS・TBS系列にて放送されたボンズ制作の日本のテレビアニメ。略称は『スタドラ』。

## 概要
本作は毎日放送制作日曜夕方5時枠のアニメ、通称「日5」枠初となる完全オリジナル作品である。
監督の五十嵐とシリーズ構成の榎戸、そしてアニメーション制作のボンズのチームは『桜蘭高校ホスト部』で高い評価を得たが、今回は学園ものにロボットの要素も取り入れられた「学園ロボットもの」を手がける。企画の初期段階から「学園ロボットもの」というアイデアは決まっていたが、これは若者のドラマを描くのに学園ものが一番適していることに加え、シリーズ構成の榎戸が手掛けた『少女革命ウテナ』に監督の五十嵐が携わっていたことや、『桜蘭高校ホスト部』で五十嵐と榎戸が監督とシリーズ構成として組んだことから、学園ものは得意技でもあるという自負によるものである。また、単なる日常学園ものでは新鮮味がないが、完全なファンタジーのロボットものもしっくりこないので、2つを融合させた「学園ロボットもの」にすることで今までにないバランスの作品をやれるかもしれないという榎戸の考えもあった。学園ものには恋愛模様も必須という考えから、作品全編に渡って「キス」がフィーチャーされている。企画当初は放送枠が決まっておらず、日5枠での放送が決まった際に榎戸は「第5話の内容がそのまま放送されるか心配だった」と振り返っている。
「学園もの」と「ロボットもの」を分離させないことが当初の課題であったが、そのために本作では多くのキャラクターが「表の顔」と「裏の顔」という多重性を持っている。この多重性は学園生活とロボットバトルを同じキャラクターで繰り広げた方が軸がぶれず物語の一体感が生まれるだろうという考えによるもので、「学園ロボットもの」というジャンルに挑む際の考え方の根幹にもなっている。主人公のタクトは、唯一ひとつの人格を貫き通す存在である。
企画初期の時点では「銀河美少年」という仮タイトルであったが、この言葉は榎戸が考案したもので、これから連想されるさまざまなモチーフが作品世界の中に散りばめられて作品世界を構築している。「キラキラしたロボットアニメ」をイメージして生まれたこの言葉には『鉄腕アトム』など黎明期の「古き良きアニメのキラキラ感」を今の作品として提示したいという思いが込められており、この言葉を考えた時にアントワーヌ・ド・サン＝テグジュペリの『星の王子さま』が思い浮かんだことから、「アプリボワゼ」を筆頭に作中のさまざまなネーミングのモチーフとなっている。銀河美少年とは何かという問いは物語のスタートであり、物語の根幹をなすものである。
放送中に過去の日5作品同様にデータ連動放送が行われているが、あらすじやキャラクター紹介を閲覧することが可能になっているほか、本作独自にスタンプラリーが行われており、3話見ることで階級が1つ上がり、QRコードから携帯電話用のオリジナル待ち受け画像がもらえる仕組みになっていた。ただし、視聴ポイントのシーンが存在するため、そこまで見ていないと1話分を見たことにならない。なお、第1話のみ1回で階級が上がり、携帯電話用の待ち受け画像がもらえた。
テレビアニメ放送開始に先駆け、『ヤングガンガン』で2010年18号よりコミカライズ版も連載された。作画はKEY by Youn Story labが担当する。ストーリーはアニメに沿ったものとなっている。
テレビ放送終了後の2012年1月30日には、MBSの竹田青滋プロデューサーがデジタルハリウッド大学で開かれた講演にて、「映画化の作業が進行中」と発言した。その後、2012年9月に劇場版『スタードライバー THE MOVIE』（スタードライバー ザ・ムービー）の製作が正式に発表され、2013年2月9日に全国主要都市にて公開された。詳細は#劇場版を参照。

## あらすじ
日本列島の南に位置する南十字島。この島に活発な少年ツナシ・タクトが「青春を謳歌する」ため、本土からやって来た。
フェリーに乗り遅れて焦ったタクトは無謀にも泳いで渡ろうとしたが、あえなく力尽き南十字島の海岸に漂着。海岸に倒れていたところを、島の住人であるシンドウ・スガタとその許嫁のアゲマキ・ワコに救助される。その後、2人とはすぐに友人となり、南十字学園高等部入学初日もその明るく前向きな性格から、学園の面々ともすぐに馴染み、学園生活は順調にスタートした。
しかし、この島にはある秘密があった。島の地下には「サイバディ」と呼ばれる人型の巨大兵器が安置されており、「綺羅星十字団」を名乗る組織が封印されたサイバディの力を解き放つため、封印を守る4人の巫女を狙っていたのだ。そしてついに巫女の1人である“気多の巫女”が捕らえられてしまい、その封印が破られたことでサイバディは時間の止まった空間「ゼロ時間」内での起動が可能となってしまう。
入学初日の夜、タクトは入ってはいけないと注意されていた廃坑跡へ好奇心から潜入を試みる。しかし、そここそがサイバディが安置されている地下遺跡への入口だった。そして偶然にも、巫女の1人であるワコを拉致した綺羅星十字団のメンバーと鉢合わせし、タクトも捕まってしまう。
綺羅星十字団の1人レイジングブルは、サイバディ「アレフィスト」を起動させ、ワコを使ってゼロ時間の封印を解こうとする。だが、入ってこられないはずのゼロ時間へタクトが出現し、サイバディ「タウバーン」を召喚してアレフィストを破壊する。彼は、綺羅星十字団が恐れる「銀河美少年」だった。
敗北を喫した綺羅星十字団だったが、トップが不在の内情を変える好機と考え、銀河美少年を倒した者が組織のリーダーとなることを決定したため、ワコだけでなくタクトも彼らに狙われることとなった。一方タクトも、ワコがサイバディの封印を保つために島の外へ出られずにいることを知り、彼女を救うべく綺羅星十字団のサイバディを全て破壊することを決意する。こうしてタクトは、輝かしい学園生活と共に綺羅星十字団との戦いへ身を投じることとなるのだった。

## 登場人物

### 南十字学園
本作の登場人物の殆どが在籍する事になる、南十字島唯一の教育機関。一見、穏やかな校風に見えるが、地下組織である「綺羅星十字団」の本拠地も存在し、その構成員達も表向きは生徒・教員として活動している。故に、主人公であるタクト達は、常に敵である綺羅星十字団の拠点のド真ん中にいるという、危険な状態にある。

#### 演劇部「夜間飛行」
本作の主要メンバーが入部している部活。現在部長はサリナで正部員は6人（と1匹）しかいない（ミズノは途中退部）が、彼ら以外にも多くの準部員が存在しており、必要に応じて裏方などの仕事を手伝ってもらっている。顧問は学園長。
正部員は全員、サイバディなどの秘密を知っている。
ツナシ・タクト
声 - 宮野真守
本作の主人公。15歳（6話より16歳）。南十字学園高等部1年生。赤色をした髪の毛が特徴。
島の浜辺に打ち上げられていたところをスガタとワコに救助されたが、本人曰く、本土から南十字島へ単身泳いで渡ってきたという。端整な容姿と明るく前向きで裏表のない性格から、転校直後に学園の人気者になる。学園生活が続いていくうちに、女子からの人気が高まる。競争率はかなりあるとの事。誕生日は、スガタと同じ日。
22体目のサイバディ「タウバーン」とアプリボワゼすることが可能で、物語開始当初からサイバディに直接乗り込むことができる第3フェーズのスタードライバーであるため、綺羅星十字団からは「銀河美少年」と呼ばれている。胸に「×」（フェニキア文字、読みはタウ、「印」の意味を持つ）の形をした傷と重なるように「シルシ」があり、タウバーンとアプリボワゼする際に輝く。この「シルシ」は1年前、傷を負った際に祖父のイクロウから受け継いでいる。
スガタとはワコとの関係などから当初はあまり親密ではなかったが、彼がアプリボワゼした際の騒動によりワコをめぐるライバル兼親友になった。また、彼から武道を教わってもいる。
島に父親がおり、寮には彼の父親の絵が飾られていると言っている。タクト自身は「青春を謳歌する」ために島へ来たと称しているが、自分を捨てた父親を捜していることも目的である。自身の生い立ちや過去等を自ら語ることは少なく、度々父の絵を眺めては物思いにふけっていることがある。主にイクロウや旧友のナツオ等、他人からの言葉を借りることが多く、様々な人物の影響を受けている。
最初は学生寮に下宿していたが、夏休みの終わりに全焼してしまったため、その後はケイトの実家のカラオケ店でバイトをしながらスガタの家に居候している。
第16話の戦闘を経てヘッドの正体が父・トキオである事を察し、第23話で目の前に現れたヘッドを殴り飛ばした。最終決戦の際にはスガタの救出とヘッドを止めるために戦うが、キング・ザメクの能力で復活したサイバディに苦戦を強いられる。ヘッドに反旗を翻した綺羅星の面々がそれぞれのサイバディにアプリボワゼした事で危機を脱し、彼らと共にヘッドに立ち向かい、死闘の末に勝利（その際再び父トキオを殴打している）する。その後、キング・ザメクを封印しようとしたスガタを助けるために、ワコが搭乗するワウナを破壊しゼロ時間の封印を解除。宇宙へ飛び立ち地球のリビドーを吸いつくそうとしたキング・ザメクを撃破し、スガタと共に宇宙から日の出を見る。タクトの第一フェーズは出会った人を笑顔にする能力とされている。最終話ではワコが「あなたは、出会った時からいつも私たちを笑顔にしてくれた……それこそが、あなたの第1フェーズなのかもね」と語っている。
アプリボワゼする際の台詞は「颯爽登場！ 銀河美少年、タウバーン！！」。
アゲマキ・ワコ
声 - 早見沙織
本作のヒロイン。15歳（20話以降は16歳）。タクトのクラスメイト。サイバディの封印を担う四方の巫女（よものみこ）の1人・皆水の巫女（みなみのみこ）であり、巫女のサイバディ「ワウナ」とアプリボワゼできる。「ウァウ」（「かぎ」の意味を持つ）のシルシを持っていたが、封印が破られたことで消滅した。不当に上げられたフェーズを強制的に解除することが出来る（カナコは「好きな男が他の女といちゃいちゃしているのが許せなくなっただけ」と推測している）。
明るく快活な性格で、外見によらず大食漢。若干妄想癖（殆どタクトとスガタの絡み、いわゆる腐女子）があり、何故か周囲にそれを見破られることが多い。スガタとは幼馴染であり、島のしきたりのために彼とは許婚の関係にもある。
四方の巫女という務めを果たすため、自身のサイバディの封印を解かない限り、一生島の外へ出ることはできない。歌が上手く、東京へ出て歌手になるのが夢だが、小学生の頃にサイバディとアプリボワゼしてサイバディが持つ記憶を共有することで巫女の運命を知り、歌手の夢は諦めざるを得なくなった。
スガタの許婚で彼を大切に思っているがタクトのことも気になっており、好意を抱いている様子。二人が自分に恋愛感情を抱いていることには冗談のように受け取っている場面もあり、気付いているのかは不明だが、マドカが第3.5フェーズの状態となり、タウバーンと絡まっているのを見て、嫉妬のような感情を表した事がある。
第19話で誕生日を迎えた際に、タクトからは懐中時計を、スガタからナイフを貰った。
最終話ではスガタを助けるためにタクトによって封印を解かれ、「自分の許婚と同じ位、タクトの事が好き」と語った。
シンドウ・スガタ / キング
声 - 福山潤
タクトのクラスメイトで、南十字島の名家・シンドウ家の後継者。15歳（6話より16歳）。青髪が特徴。「ザメク」（「柱」または「魚」の意味を持つ）のシルシがあり、王のサイバディ「キング・ザメク」へ搭乗する資格を持つ。第1フェーズに覚醒後はゼロ時間へ招集されるようになり、球体桟敷の中でタウバーンの戦いに立ち会い、王の柱での援護も行っている。
クールで穏やかな性格と、どこか愁いを帯びた端麗な容姿から男女問わず人気が高く、島に伝わるシンドウ流古武術の使い手でもある文武両道の人物。ワコとは幼馴染かつ許婚。普段からナイフを持ち歩いているが、これはワコを守るための物であり、ワコの誕生日に渡した。
キング・ザメクとアプリボワゼして第1フェーズの能力で、強力なエネルギーを降り注がせ辺り一帯を攻撃する「王の柱」を使うと、永遠に眠ってしまう危険性があったため、長い間アプリボワゼすることはなかったが、襲われたワコを守るためにアプリボワゼしたことで昏睡状態に陥ってしまった。幸い、タクトとマミのサイバディ戦後に覚醒したものの、運命を変えられないと悟り、一時タクトとの関係が険悪になるが、タクトと本気の喧嘩を繰り広げ本音をぶつけ合って吹っ切れ、その後は元の性格に戻りタクトやワコとの関係を修復した。
学園祭の公演の後、タクトにワコを賭けて試合を持ちかけたり、タクトの目の前でワコをデートに誘うなど妙な素振りを見せ、その日に起こった綺羅星との戦闘の後、綺羅星十字団に第1隊 エンペラー代表・キングとして参加した。これは自分ごとキング・ザメクを封印し、地球や大切な人（ワコ、タクトなど）を守るためであった。
最終話で、シンパシーを操るヘッドにキング・ザメクごと乗っ取られるが、タクトによって救われ、キング・ザメクを自分ごとゼロ時間に封印しようとする。しかし、タクトによって阻止され、キング・ザメクから助け出される。
脚本・榎戸は「本来ならばこの物語の主人公はスガタであるが、タクトが来たことによって変わってしまった」と語っている。
エンドウ・サリナ
声 - 坂本真綾
南十字学園高等部3年生。タクトたちが入部する演劇部「夜間飛行」の部長。3年前に東京からやってきた島外出身者ではあるが、サイバディなどの秘密を知っているため、タクト達の相談に乗ってあげている。タクト達にも話していない秘密があるようで、どこか不思議な雰囲気を醸し出している。
その正体はザメクやサイバディを見届ける存在。第22話タイトルで本編作中劇でもある“神話前夜”にて“エントロピープル”と名乗り、劇という形でサイバディ等の成り立ち、そして今後のタクトの覚悟を問う事となる。またレイジから神話前夜をかきあげた事で興味をもたれ、アトリエに誘われるが彼が立ち去った後“親父は駄目”という言葉と共に彼の名刺を握りつぶしている、そのセリフからもレイジの正体も知っていたと考えられる。
副部長（ふくぶちょう）
サリナの周りにいつもいるキツネのような動物。神出鬼没でどこからも現れ、部員からは「副部長」と呼ばれ、可愛がられている。
第3話においてカナコにはネズミ扱いされた（その際に「―――たぶん ネズミではない。」とのテロップと黄色いネズミのようなキャラクターの絵が表れた）。
第22話で、いかにも人語を話しているかの様な演出がされた（その際の声は田中冴樹が担当）が、明確に副部長が喋っている絵があった訳では無いので、本当に喋れるのかは不明。
スガタメ・タイガー
声 - 東山奈央
15歳。南十字学園高等部1年生。シンドウ家に仕えるメイド。短髪に眼鏡。外見とは裏腹に驚異的な体術を誇り、その強さでスガタとワコのボディーガードも務めている。スガタに想いを寄せているが、ワコとの関係を知っているため、言い出せずにいる。ケイトに操られ、サイバディ「ヘーゲント」のスタードライバーにさせられてしまったことがある。ケイトが戦わせるのは無理と判断したため、解放された。24話でスガタに殺すよう唆された際は自分の想いを告白し、涙を流した。
ヤマスガタ・ジャガー
声 - 牛田裕子
16歳。南十字学園高等部2年生。タイガーと同じくシンドウ家に仕えるメイド。長髪に眼鏡。タイガーと同様に驚異的な体術を誇り、その強さでスガタとワコのボディーガードも務めている。なお、タイガーとジャガーはスガタが島から出ようとした際には、彼を殺すよう命じられているが、24話でスガタに殺すよう唆されても殺さずにいる。
ヨウ・ミズノ
声 - 日高里菜
15歳。南十字学園高等部1年生。タクト達の隣のクラスに在籍する、学園きっての「不思議ちゃん」もしくは「魔女っ子」と呼ばれている少女。鳥獣と心を通わせて会話することができる。一人称は「僕」。
カラスの雛を助けてくれたことがきっかけでタクトに一目惚れし、「夜間飛行」へ入部する。
幼い頃に母親（フジノ）に捨てられており、叔母の家で双子の姉（マリノ）と暮らしている。実はサイバディの封印を担う四方の巫女の1人・日死の巫女（にしのみこ）であり、巫女のサイバディ「メムナ」とアプリボワゼでき、「シルシ」を持っていながらもゼロ時間への招集を無意識に拒否していた上級ドライバーでもある。「メム」（「水」の意味を持つ）のシルシを持っていたが、封印を破られたことで消滅した。巫女であることこそ知っていたものの、自身の能力や巫女の運命に関しては詳しく知らなかった。
母に捨てられたショックと独りぼっちになりたくないという思いから、第1フェーズの力で自分と瓜二つのマリノを作り出し辛い記憶を忘れて暮らしていた。文化祭の公演でタクトとのキスシーンを演じることになり舞い上がっていたが、タクトのワコへの思いに気づき失恋する。それと立て続けに母が島に帰って来たことから傷心し、逃げ出すように島から出ようとするが、封印が解かれていない巫女であるために島を出ることは叶わず、泣いていたところをワコに助けられた。
彼女が日死の巫女であることは幼い頃より身内以外には隠されていたが、マリノの失言から綺羅星十字団に知られてしまい、ケイトによって拉致されマリノの真実を聞かされた後、日死の封印は破られてしまう。タクトによって救出された後、謎の現象によりタクトの過去の記憶の中に入り込み、父に捨てられたタクトも自分と似た生い立ちであったことを知り、母親に会ってけじめをつけるために島を出て行く決意をする。そして密かに乗船していたマリノとの再会を果たした。
タクトのことを諦めたようだが、劇場版でタクトと再会するシーンでは依然としてタクトに懐いている。
ウスイ・ケンゾウ
声 - 宝亀克寿
南十字学園の学園長で、演劇部「夜間飛行」の顧問もしている。温厚な人物。

#### 綺羅星十字団
サイバディに施された封印を破り、南十字島の外へ持ち出そうと画策している秘密結社。そのアジトは南十字学園学園寮の裏山の廃坑跡にあり、メンバーは南十字学園の生徒と教職員で構成されている。1〜6の隊に分けられ（第1隊は欠番）、各部隊のエンブレムにはトランプのマークが意匠されている。それぞれコードネームで呼びあっている。
右手でVサインをした状態で更に親指を立て、左へ約90度傾け、Vサインが右目の部分に来るようにかざし、「綺羅星！」と宣言することが団員間での挨拶の作法（左手で行う場合は左右逆となる）となっている。
この作法を行うと、団員は反射的にこの行為で反応するため、団員であるかの確認も出来る。
団員同士でもお互いの正体は知らない場合が多い。彼らが付けている仮面は、お互いの正体を隠す以外にも、ゼロ時間内の活動を可能にしたり、サイバディとアプリボワゼする際に使われる。その目的は、ゼロ時間の封印を破ってサイバディを外に出し、「旅立ちの日（ヘッドはタイムトラベラーになる事と言っている）」を迎える事のようである。

##### 第1隊 エンペラー
キング・ザメクのスタードライバー=スガタを代表に据えるべく用意されていた隊。ベニオやヘッドによるスカウトが失敗していたため実質的には存在していなかったが、終盤において遂にスガタが代表であるキングとして参加した。部隊のマークは王冠。
シンドウ・スガタ / キング
演劇部「夜間飛行」を参照。

##### 第2隊 バニシングエージ
代表はヘッド。ヘッド不在の間はマリノ（マンティコール）が代表代行を務めた。マリノ以外のメンバーはバーのような部屋に集い、謀り事を画策している。メンバー（カタシロ、マリノ以外）は全員本物のシルシを持っている。部隊のマークはスペード。
ミヤビ・レイジ / ツナシ・トキオ / ヘッド
声 - 石田彰
綺羅星十字団第2隊「バニシングエージ」を率いる青年。サイバディ「レシュバル」のスタードライバー。「レシュ」（「頭」の意味を持つ）のシルシを持つ。「シルシ」を持ちながらゼロ時間への招集を拒否できる上級ドライバーの一人。第1フェーズの能力で白色のスターソード・ディアマンをサイバディに乗り込むことなく使用している。
トップを暫定で代行しているが、銀河美少年を倒した者を新たなトップにすると提案した。洞察力と駆け引きに長けており、普段は冷静沈着だが時に感情的になることもある。また後述通り主人公ツナシ・タクトの父親なのだがタクトに対しての愛情は全くなく、彼に殴り飛ばされた時は怒りのあまりカタシロに彼の殺害を言いだしたりしていた。
プライベートではベッドに横になりながら気多の巫女（サカナちゃん）のおとぎ話を聞いていたが、物語の結末が気に食わず彼女を追い出してしまった。元は絵を描くことが趣味で、一時期止めていたがスガタと会って再び描き始めた。
その正体はイクロウの息子トキオであり、タクトの父親である。イクロウからタウのシルシを譲られなかったことでツナシ家を出奔、他のシルシを求めるうちに綺羅星十字団の噂を聞きつけ南十字島を訪れた。そこでカタシロとその許嫁ソラ、シンゴらと出会い親しくなりやがてソラを妊娠させるが、記憶が欠落しているのか単なる無関心ゆえか、ソラが島をいつ出たかすら憶えていない。シンゴから「シン」のシルシを譲り受ける前に彼が昏睡状態に陥ったため（この頃カタシロから「レシュ」のシルシを譲り受けている）、現在に至るまでシンゴを目覚めさせシルシを受け取ることが目的の1つになっている。カタシロが年齢相応に老いているのに対し、ヘッドとシンゴだけが若々しい外見を保っているのはそれぞれレシュバル、シンパシーの第1フェーズによるもののようである。カタシロ曰く「心がゼロ時間に囚われている」との事。
第9話以降、綺羅星十字団メンバーから第3フェーズに到達する者が現れるまで、銀河美少年と戦っても無駄と判断し休養宣言を行った。休養宣言後は島で一番高い場所で、スガタと会話し、彼を綺羅星十字団第1隊「エンペラー」の代表にしようと目論んだが失敗した。第14話より復帰し、第16話で日死の封印を破り第3フェーズの状態となり、一時はタクトを圧倒するも敗北する。その戦闘からかタクトには感づかれており、第23話ではタクトに話しかけようとした際に殴り飛ばされている。最終決戦の前に覚醒したシンゴから「シン」のシルシとサイバディ「シンパシー」を譲り受け、ひが日死の封印を破り、封印を第4フェーズへと進めた。その後、シンパシーの能力でスガタごとキング・ザメクを乗っ取ることに成功する。
実は真の目的は「キング・ザメクの能力でタイムトラベラーになり、幸せだった過去を何度も繰り返す事」で綺羅星十字団もその為の捨て駒でしかなかったが、その反面行動原理として気多の巫女やソラの事は彼なりに気をかけていた。
皆水の封印を破ってゼロ時間の封印を解除しようとしたが、タクトによってシンパシーを破壊され、その野望は阻止された。
カタシロ・リョウスケ / 議長（ぎちょう）
声 - 三木眞一郎
南十字学園の理事長代行兼綺麗星十字団の総会議長で、左目に眼帯をしている壮年の男性。ヘッドの過去を知っている。バニシングエージの秘密会合に加わっていた。
かつての「レシュ」のシルシの持ち主で、つまりはサイバディ「レシュバル」のヘッドの前のスタードライバーであった。綺羅星十字団としての仕事は親から与えられたもので、自由奔放に生きるヘッドを羨ましく思っていた。ソラとは婚約者だったが、ソラがトキオ（ヘッド）に奪われるのを第1フェーズの能力で「見えて」いたため、その思いを告げられずにいた。その結末を見たくないために見なかった結果、左目が見えなくなってしまっている。ソラが島を出た後、ヘッドにシルシを渡す。
タクトが持っていた懐中時計も元々はカタシロの持ち物で、ソラが島を出る前にソラに渡している。後に懐中時計はワコの手に渡り、彼女がタクト達と戯れ合っているのを目撃した時に、その事実に気づいた。
最終話では敗北したヘッドに対し「タクトには俺たちには見えないものが見えている」と語った。
ヨウ・マリノ / マンティコール
声 - 広橋涼
15歳。南十字学園高等部1年の天才スポーツ少女。発見時から大破していたサイバディ「アインゴット」のスタードライバー。休養宣言により行方不明となったヘッドに代わり、バニシングエージの代表代行を委任される。アインゴットのスタードライバーになるためにはアインゴットの部屋で一晩アインゴットからの精神干渉を受けねばならず、マドカ曰く「女性ではとても耐えられない」とのことだがこれを耐え切った程の精神力の持ち主。
双子の妹であるミズノのことを大切に想っており、ミズノが日死の巫女であることを、世間から秘匿し通そうとする。そのため綺羅星十字団でも、「日死の巫女はもうこの世にはいない」とウソをつき欺こうとしたがザメクのシルシを持つものが生まれた年には必ず島に4人の巫女が生まれるという理を知らなかったため、逆に怪しまれてしまう。
普段の生活の時は物静かで思慮深い性格だが、綺羅星十字団の時は180度異なり、異様にハイテンションで軽薄である。
自分と同じく「大丈夫の呪文」を信じて使ったタクトに、好意を持ち始めることになるが、ミズノの気持ちを優先しその気持ちを打ち明けるには至らなかった。
再生させたアインゴットによって巫女の探索を行うが、その際ミズノの姿が見えたときにミズノとの思い出に自分の姿が映らなかったのが見え、困惑する。その後アインゴットに取り込まれ自らの意思に反して暴走させてしまうが、タクトによって救出される。
その正体は幼い頃のミズノが第1フェーズの力で作り出したミズノの分身であるが、日死の封印が破られた後も存在し続け、ミズノと共に島を出ていった。
ボウ・ツキヒコ / スティックスター
声 - 鈴村健一
南十字学園高等部3年。バニシングエージに所属する、サイバディ「ラメドス」のスタードライバー。「ラメド」（「突き棒」の意味を持つ）のシルシを持つ。マリノに秘密でタケオやギンタなどと会合を行っている。マリノのことは用が無くなれば捨ててしまおうと考えている。
第2フェーズでも十分勝てるとタウバーンに挑み敗退するが、負けても構わないと割り切っていたらしく、敗北後にやはり第3フェーズにならなければ勝てないと考えを改め、早く日死の巫女を探し出すようにカタシロへ告げた。
第23話でラメドスを再生させタケオ、ギンタと共にタウバーンに挑むも、「エキセントリック・タウ・ミサイル」によって全員敗北している。
タクミ・タケオ / ソードスター
声 - 梶裕貴
南十字学園高等部1年で、ミズノとマリノのクラスメート。バニシングエージに所属する、サイバディ「ザイナス」のスタードライバー。「ザイン」（「武器」の意味を持つ）のシルシを持つ。第1フェーズの能力で野球のボールを操り、タクトを空振りさせた。秘密会合に加わっていた1人。
マリノに好意を持っており、マリノの目の前でタウバーンを倒そうと挑むがあえなく敗退し、スタードライバーの資格を剥奪された。
第23話でザイナスを再生させツキヒコ、ギンタと共にタウバーンに挑むも、「エキセントリック・タウ・ミサイル」によって全員敗北している。
リョウ・ギンタ / キャメルスター
声 - 木村良平
南十字学園高等部3年。バニシングエージに所属する、サイバディ「ギメロック」のスタードライバー。「ギメル」（「ラクダ」の意味を持つ）のシルシを持つ。第1フェーズの能力で動物に憑依することができる。秘密会合に加わっていた1人。タウバーンと戦う順番を決めるダーツではわざと負けて順番を遅らせたり（ダーツ自体は上手いらしい）、前述の第1フェーズの能力を用いて島中を嗅ぎまわるなど、策士的な面もある。そのためかケイトの正体にも気付いていた。
ヘッドとカタシロの会話を盗み聞きして皆水の巫女の封印解除を待つ必要がないと判断し、ハブに憑依してタクトを襲い、自分に有利な状況にして戦う。機体を分離させてワコを狙うがコウの邪魔が入り、その隙を突かれ敗れる。
第23話でギメロックを再生させツキヒコ、タケオと共にタウバーンに挑むも、「エキセントリック・タウ・ミサイル」によって全員敗北している。

##### 第3隊 ブーゲンビリア
代表はケイト。実行部隊中、スタードライバーは全員女性で構成されており、その人数も少ない。部隊のマークはハート。
ニチ・ケイト / イヴローニュ
声 - 小清水亜美
南十字学園高等部1年。15歳。タクト達のクラスの学級委員長で化学実験部部長。ブーゲンビリアの代表を務める。眼鏡と黒に近い緑のポニーテールが特徴。席順はタクトの前。化学薬品を用いて人を眠らせたり操ることが出来る。
実はサイバディの封印を担う四方の巫女の1人・ひが日死の巫女（ひがにしのみこ）であり、巫女のサイバディ「ケトナ」とアプリボワゼできる。「ケト」（「柵」という意味を持つ）のシルシを持っていたが、封印を破られたことで消滅した。彼女曰くひが日死と皆水は「表巫女」であり、昔は島民達から祀られていたようで曾祖母の代までは神社もあったらしい。
随分前からヘッドに正体を知られており、ヘッドを恐れていた。綺羅星十字団に加入したのは、ヘッドに従うふりをする事でスガタを守り、封印を解くことにより彼をこの星の主にするためである。
ワコやスガタとは幼馴染で、幼少の頃はよく一緒に遊んでいた。現在は2人ほど親交は深くないが、スガタに対しては好意を抱いている。また、スガタが深い眠りに落ちた際は第1フェーズの力で助けている。以前より距離をおくようになったのはスガタがワコに好意を持っていることに気づいてしまったためである。
洞察力に長けているようでベニオやミドリの正体を見破り、マリノがアインゴットで巫女の捜索を行った際に、その証言が虚言である事を見抜いた（といっても実際は四方の巫女が四人同時に存在することを知っていただけである）。その後、マリノが嘘をついてまで守ろうとする者が日死の巫女であると推測し、彼女の妹であるミズノに接触し、日死の封印を破るのに一役買った。
学校ではキツめで生真面目な雰囲気で、未だに歌手の夢を捨てきれないワコのことを冷めた目で見ているが、叔母の運営するカラオケ店では手伝いそっちのけでアイドルのように踊りながらカラオケに熱中したりと裏表の差が激しい。彼女の母親は既に亡くなっている。カラオケに熱中していた姿をタクトに見られて焦るが、タクトが誰にも言わないでいてくれたためか以後はタクトに対して好意的になるようだが、「心に決めた一人の男性（スガタ）だけを思い続けるのはいい」というのは彼女の考えである。
スガタをエンペラーに引き入れたのは彼女で、最終決戦の際にワコに正体を明かした上でひが日死の封印をヘッドに破らせた。最終決戦ではスガタが自分ごとキング・ザメクを封印しようとしていた事を知り、涙を流した。
ヤノ・マミ / オンディーヌ
声 - 斎藤千和
南十字学園高等部1年。15歳。海女でもある。常に不機嫌な表情とそばかすが特徴。ブーゲンビリアに所属し、サイバディ「カフラット」のスタードライバー。第1フェーズの能力でタイガーやジャガーをも軽くあしらう程の身体能力を持った少女型の戦闘人形「マーメイドール」を生み出せるが、アプリボワゼ前は能力をコントロール出来ていない。
島の外から来たよそ者を毛嫌いしているため、タクトにも強い敵意を抱いており、彼と仲の良いワコのことも「尻軽な女」と罵っている。しかし、島内出身者のミズノに対してはミズノがタクトを好いているのを知ってか知らずか別人のように親しく接している。
独断でタクトとワコの二人を着けまわし、「マーメイドール」を使ってタクトとワコを襲撃するも、自身の能力を制御できずに暴走させてしまう。その後、ケイトの指示によってアプリボワゼしてタクトに再戦を挑むが、スガタを攻撃したことで彼の怒りに触れてしまい、返り討ちとなった。

##### 第4隊 おとな銀行
代表はカナコ。カナコの夫であるレオン・ワタナベが総帥のグラントネール財団を通じて綺羅星十字団に資金援助している。部隊のマークはダイヤ。
ワタナベ・カナコ / 頭取（とうどり）
声 - 新名彩乃
南十字学園高等部1年。15歳。タクトのクラスメイト。おとな銀行の代表を務めており、サイバディ「ベトレーダ」のスタードライバー。
席順はタクトの後ろ。高校生にして既に人妻であり、夫は大財閥グラントネール財団の総帥のレオン・ワタナベである。ちなみに彼女とレオン・ワタナベを引き合わせたのはシモーヌの母であり、レオンの愛人であったメリザンドである。島に停泊している豪華客船「サンダーガール号」で生活している。クラスメート達に自分のことを「ミセスワタナベ」と呼ばせたがる。南十字学園以前、学校へ通ったという経験が無く、授業中に平然と周囲の人物に話しかけたり、教室で髪をカットする等、一般常識に欠ける面があり、シモーヌ曰く「良くも悪くも常識がない」と言われている。
抜群のスタイルと、敏腕投資家としての知識、さらに拳闘にも秀でており、ボクシング部主将であるジョージを2発でKOする程の力を持つ。
世界平和の脅威になりうるサイバディを平和的に管理しなければならないと考える故に、グラントネール財団による資金援助を盾に綺羅星十字団の全サイバディの所有権を主張している。シモーヌの姉であるミレーヌとは親友同士で、自分に尽くしているシモーヌの出自にも気付いているが、ロマンチックなシチュエーションという事で気付かないフリをしていた。過去に交通事故で意識不明となったシモーヌをサイバディとアプリボワゼさせることで治療している事からも、彼女を大切にしており、タクトにも自分の宝物であると評している。その為、シモーヌがタクトに挑もうとした際には珍しく感情を荒らげていた。また、ネズミが苦手らしく、副部長を間近で見てパニックを起こしていた。
銀河美少年であるタクトを殺してしまうかもしれないと戸惑いつつも、サイバディの平和的所有のために彼と戦うが、敗北。スタードライバーの資格を剥奪された。
タクトがバンカー（タカシ）を倒したのを切っ掛けに、彼に興味を持つようになり、ワコやミズノやマリノと同じく、タクトに特別な想いを抱いている1人となった。
第24話において第4フェーズ以降の危機感が現実のものになると察したときに予め用意していた「サンダーガール号」を島民に対する避難場所として開放するようにシモーヌとタカシに命じた。
最終話にて「ベト」（「家」の意味を持つ）のシルシが発現。再生したベトレーダとアプリボワゼし、ヘッドとキング・ザメクを食い止めるべくタクトと共に戦うも、キング・ザメクの前に敗北している。
シモーヌ・アラゴン / セクレタリー
声 - 竹達彩奈
南十字学園高等部1年で、タクトのクラスメイト。カナコの侍女であるフランス人の少女。カナコの通訳を担当することもある。おとな銀行に所属し、サイバディ「ダレトス」のスタードライバー。
カナコの夫、レオンとその秘書であったメリザンドとの間に生まれた娘であり、本名はパメラ・アラゴン。長らく母子家庭で育っており、父の存在は、1年前に姉のミレーヌから聞かされるまで知らなかった。そしてレオンが母を捨てカナコと結婚したことから、姉に諭され復讐のためにシモーヌと名を変えてカナコの秘書となった。カナコを「奥様」と呼び、常に従順な対応をしつつも、内心は憎んでいた。しかしタウバーンとの戦闘後、カナコのもとを訪れたミレーヌから、カナコとミレーヌが親友同士であること、1年前の交通事故で意識不明となった自分を助けるためにカナコがサイバディを私的に活用してアプリボワゼさせていたこと、メリザンドがカナコの才能を認め、レオンのパートナーに推薦したという様々な事実を聞かされる。
更に全てを知っていたカナコからも、ロマンチックなシチュエーションを理由に黙っていたことを聞かされ、彼女に対する心境は「嫌い」から「大嫌い」に変わったが、胸中はまんざらでもない様子。戦闘後にタクトへ特別な感情を持ち始めたが、タカシの事も気になっているようで、タカシがバニシングエージに移った時にはショックを受けていた。その後、タカシがおとな銀行に戻ってきた際にはその身勝手な行為に怒っていた。またカナコが一目置いていたマドカのような強さを欲しいとカナコに言うも、彼女からは“人を許す事の強さ”こそが本当の強さだと諭される。
その後最終話では、再生したダレトスから「キング・ザメクが間違ったサイバディである」、「ヘッドがサイバディの力を間違った方法で使おうとしている」ことを教えられる。そしてその直後に「ダレト」（「扉」の意味を持つ）のシルシが発現。ダレトスとアプリボワゼし、ヘッドとキング・ザメクを食い止めるべくタクトと共に戦うも、キング・ザメクの前に敗北している。
ダイ・タカシ / バンカー
声 - 赤羽根健治
南十字学園高等部1年で、タクトのクラスメイト。カナコの付き人。おとな銀行に所属し、サイバディ「ツァディクト」のスタードライバー。カナコの命令には従順で、冴えないように見えるが、タクトと再戦する為に、カナコを追い落とすよう言ってきたシモーヌを逆に利用しようとして言い寄る等、その内には狡猾な面も秘め掴み所が無いが、カナコ曰く実直な所もあり後述のとおりバニシングエージに所属していた際、カナコとシモーヌを裏切り、騙していた事などで二人から視線をそらす行動も取った。剣道部に所属しており、サイバディに乗り込んだ際も剣技を披露した。
実は「ツァデ」（「パピルス」の意味を持つ）のシルシを持っており、本来は電気柩を使わなくてもサイバディを動かせるが、第2フェーズだったために電気柩に乗らざるを得なかった。そのため、タクトに敗北し、スタードライバーとしての資格を剥奪されたが、シルシ持ちの為余裕がある。その後、シモーヌと共にサイバディのダレトスに乗り込みタクトを追い詰めるが、スガタの加勢を受けたタクトに返り討ちにされ、再び敗北する。
綺羅星十字団が第3フェーズに進んでからはバニシングエージ預かりとなった。他のバニシングエージのメンバーに「やりすぎは良くない」と忠告するなど慎重な一面も見せ、サイバディの復元率に関しても若干不安を持っている。マドカが第3.5フェーズとなった姿を目の当たりにし恐怖を感じ、その戦闘後おとな銀行に戻った。
最終話では「サイバディに人類が関わったのが間違いだったのではないか」と考えるが、ダレトスの声を聞いたシモーヌの言葉を聞きその考えを改める。その後、再生したツァディクトとアプリボワゼし、ヘッドとキング・ザメクを食い止めるべくタクトと共に戦うも、キング・ザメクの前に敗北している。
アタリ・コウ / ニードルスター
声 - 斎賀みつき
2学期から南十字学園高等部1年に編入した女子生徒。初登場（チラッと）は第3話でモニタ越しに。第3フェーズ移行後におとな銀行から転属し、バニシングエージ預かりとなったサイバディ「コフライト」のスタードライバー。「コフ」（「針の穴」の意味を持つ）のシルシを持つ。「針の穴」という第1フェーズの能力を持ち、針の穴から覗いた相手に憑依することができる。また、針の穴を通しての透視もできる。この能力は手を繋ぐことで、他人と能力を同時に使用可能。
マドカと同じ部屋に住んでおり、共に行動する事が多い。また、マドカを大切に思っている節がある。マドカとは対照的にボーイッシュな風貌だが、性格は負けず劣らずエキセントリックである。
だが、戦いにおいては正々堂々と戦うことを重んじており、タクトに憑依したときにタウバーンを乗っ取る事ができる状態であるにもかかわらず、それをあえてしなかった。
リョウ・ギンタの戦闘の際、第四フェーズになるとサイバディが壊れたままのマドカの身が危険に晒されるために、怒りをあらわにし復元したサイバディを用いてその戦いに横槍を入れた。
カラオケ店に来ていたタクトとスガタにマドカと共に憑依するが、ワコやケイトに見破られ、その後サイバディでタウバーンに挑むが敗北している。後にリスクを意に介さずコフライトを復元させるが、タウバーンとの戦闘ではまた敗北している。
アプリボワゼする際の台詞は「貴介公子、一刀両断！ 銀河美少年、コフライト！！」。
ケイ・マドカ / ウィンドウスター
声 - ゆかな
コウと同じく2学期から南十字学園高等部1年に編入した女子生徒。初登場（チラッと）は第3話でモニタ越しに。第3フェーズ移行後におとな銀行から転属し、バニシングエージ預かりとなったサイバディ「ヘーゲント」のスタードライバー。「ヘー」（「窓」の意味を持つ）のシルシを持つ。「ミロワール」という第1フェーズの能力を持ち、周囲を暗闇にして、己以外のすべてのものを自分自身に見せて襲う事が出来る。
カナコとは旧知の仲であり、以前マドカとカナコは親友以上の間柄だったような事も示唆していたが、カナコの方から関係を断ち切った（もっともカナコはマドカを危険と認識し、手元で監視しようとしていた）彼女はお嬢様のような風貌だが、欲しいものはどんな手段を用いても手に入れる性格で、スリルと命掛けの戦いを好み、サイバディの復元のリスクを恐れないなど、どんな状況でも「ゲーム」として楽しんでしまうエキセントリックな面など、カナコから「本当に危険」と言わしめるほど過激な一面も持つ。口癖は、「いいわねぇ…ゾクゾクするわ！」。
「銀河美少年」となってタウバーンに戦いを挑むも、「タウ・ミサイル」によって敗北した。
その後、「オーバーフェーズ・システム」によりヘーゲントを復元するとともに第3.5フェーズの状態となり、タウバーンを圧倒するも、ワコによってフェーズを戻され、再度敗北する。この戦闘の後、あからさまに正体を知られてしまった上に、タクトにはこれ以上敵わないと判断したために、コウと共に島を出たようである。
アプリボワゼする際の台詞は「絢爛登場！ 銀河美少年、ヘーゲント！！」（21話では「銀河美少年」の部分が「オーバーフェーズ」となっていた）。

##### 第5隊 フィラメント
代表はベニオ。代々「ペー」、「アレフ」、「テト」のシルシを受け継ぐ家系に生まれ、シルシを失った者達で構成されており、シルシが途絶えてしまった家の名誉回復のために結成された隊である。名前には電球のように綺羅星十字団を明るく照らすという意味も含まれている。なお、構成員の3人は幼馴染同士でもある。部隊のマークはクラブ。
シナダ・ベニオ / スカーレットキス
声 - 千葉千恵巳
南十字学園高等部2年。学生寮の寮長と剣道部の部長を務める少女。フィラメントの代表を務め、サイバディ「ページェント」のスタードライバー。第1フェーズの能力でキスをした人間を操る力を持つ。寮の自室では、自身の能力で虜にした男子達の写真を貼り、コレクションにしている。
子供の頃、自分とは違い「シルシ」を受け継ぐ年下で小学生のスガタに剣道で敗れて以来、彼に淡い思いを抱き続けてきた。
タクトとの戦闘では、ページェントの能力を利用してスガタの所有するキング・ザメクの力を取り込み、タクトを倒そうと目論むが、逆にスガタの強い意志にページェントを乗っ取られてしまい、何もできないまま敗れ去った。
寝ているタクトにキスしたこともあるが、ページェントが破損していたために彼女の第1フェーズの能力は発動せず失敗に終わっている。後にページェントを再生させ、剣道の技術で再びタクトに挑むも、二度目の攻撃を見切られ敗北し、現実での剣道の試合でも敗北する。その一件から、タクトのことも憎からず想うようになる。
最終話にて、家系から失われていた「ペー」（「口」の意味を持つ）のシルシが蘇り、再生したページェントとアプリボワゼし、ヘッドとキング・ザメクを食い止めるべくタクトと共に戦うも、キング・ザメクの前に敗北している。
ホンダ・ジョージ / レイジングブル
声 - 髙木俊
南十字学園高等部2年。ボクシング部部長。フィラメントに所属し、サイバディ「アレフィスト」のスタードライバー。第1フェーズの能力で瞬間移動が可能。ボクシングの腕も合わさって高速の近接戦闘を得意としており、生身での白兵戦ではタクトを圧倒したが、サイバディでの戦いでタクトに敗れ、スタードライバーの資格を剥奪された。
資格剥奪後はスタードライバー復帰のために自室にこもってトレーニングをしていたが、カナコに頼まれ彼女のスパーリングパートナーを務めた際には、2発でKOされてしまった。この事はかなりのショックだった模様で、その後も同じく自室にこもって以前以上のトレーニングをしている。
基本的には面倒見の良い性格で、落ち込んでいたタクトを気にかけることもあった。最終決戦前にマネージャーに告白された事が判明。
最終話にて、家系から失われていた「アレフ」（「雄牛」の意味を持つ）のシルシが蘇り、再生したアレフィストとアプリボワゼし、ヘッドとキング・ザメクを食い止めるべくタクトと共に戦うも、キング・ザメクの前に敗北している。
ゴウダ・テツヤ / スピードキッド
声 - 杉山大
南十字学園高等部2年。趣味はバイクいじりで、学園にもバイクで通学する。フィラメントに所属し、サイバディ「テトリオート」のスタードライバー。
ベニオのキスによって操られ、戦意高揚の状態でタクトと戦うが、「タウ・銀河ビーム」に敗北。スタードライバーの資格を剥奪される。
ジョージと同じく基本的には面倒見の良い性格で、タクトにアルバイトに関するアドバイスをしたことがある。ベニオの水着で逆上がり百回を隠し撮りした張本人。
ベニオのことを昔から大切に思っており、資格を剥奪された後もフィラメントに残った理由は彼女を守るためらしい。最終決戦前にはマユミという娘からラブレターを貰ったらしい。
最終話にて、家系から失われていた「テト」（「車輪」の意味を持つ）のシルシが蘇り、再生したテトリオートとアプリボワゼし、ヘッドとキング・ザメクを食い止めるべくタクトと共に戦うも、キング・ザメクの前に敗北している。

##### 第6隊 科学ギルド
代表はミドリ。他の実行部隊と違い、技術開発を専門とする。ミドリ以外は大学部の研究員として島に来ている（ミドリは美少年好きなので、高等部の保健医を選んだ）。部隊のマークはジョーカー。
オカモト・ミドリ / プロフェッサー・グリーン
声 - 桑島法子
南十字学園の保健医で、化学実験部顧問。南十字学園のOGでもある。綺羅星十字団では科学ギルド代表を務め、サイバディ「ヨドック」のスタードライバー。普段は、温厚でおっとりしている。第1フェーズの能力で十数歳若返る事ができるが、因果律を捻じ曲げてしまうらしく、能力を使う度に地震を起こしていた。綺羅星十字団のスタードライバーの中では彼女だけが仮面にシルシが刻まれていない。
サイバディに関する研究を一手に担っており、その仕事ぶりは確かだが無類の美少年好きで、タクトこと銀河美少年もお気に入り。しかし、それが原因で自滅に近い形でタクトに敗北し、スタードライバーの資格を剥奪された。
しかしその後、夜間飛行の準部員の1人であるツバサの告白を受けて彼と恋仲になり、パソコン内にツバサと過ごしている写真のデータを収めたり、デートをしている。そのため、心に余裕が生まれてサイバディの修復方法を発見するという大成果を挙げた。
最終話にて「ヨド」（「腕」の意味を持つ）のシルシが発現。再生したヨドックとアプリボワゼし、ヘッドとキング・ザメクを食い止めるべくタクトと共に戦うも、キング・ザメクの前に敗北している。
シブヤ・ヒデキ / プロフェッサー・シルバー
声 - 飛田展男
科学ギルドのメンバー。ミドリ（グリーン）をサポートする立場の存在だが、代表であるミドリからは敬語を使われている。ヘッドが綺羅星に参加する前から地下遺跡の調査を行っていた。
裏でバニシングエージと通じており、彼らのクーデターに荷担した。また、シンゴの主治医も務めるほか、使用したサイバディのフェーズを人為的に上げる「オーバーフェーズ・システム」も開発している。

### その他
気多の巫女（きたのみこ） / サカナちゃん / ヒョウ・マツリ
声 - 戸松遥
サイバディの封印を担う四方の巫女の1人で、巫女のサイバディ「ヌンナ」とアプリボワゼできる15歳の少女。「ヌン」（「魚」の意味を持つ）のシルシを持っていたが、封印が破られたことで消滅した。ヘッドからは「サカナちゃん」と呼ばれていた。本放送時に本名は不詳だったが、劇場版にて明らかとなった。
サイバディの記憶の共有率が高い四方の巫女の中でも、特に高い記憶を共有している。
守っていた封印が解かれたため、第2フェーズに移行して電気柩によるサイバディの遠隔操作が可能になった。巫女としての能力を失った後は理事長室の鳥かご内に幽閉され、ヘッドの話し相手になって、歌を歌ったりおとぎ話を聞かせていた。しかし、ヘッドに聞かせていたイカ刺しサムの物語の結末が、彼の意にそぐわず解放され、島から出ていく事になった。ヘッドのことが好きだった為、解放された際には涙を流していた。
マキナ・ルリ
声 - 加藤英美里
ワコの中等部時代からの親友。得意料理は肉じゃが、ロールキャベツ、コロッケ。
タクトやワコと一緒にいることが多い。現在タカスギという先輩と付き合っている。
タカスギが東京の大学に進学しようとしているため、自分も東京の大学に行こうか検討している。
アオキ・ツバサ
声 - 小野賢章
南十字学園高等部1年。自転車部所属だが、機械に強く、演劇部が公演をする際スピーカーなどの調整を行う。
ミドリに好意を持ち告白、両想いになった。
イシノ・ヒトミ
声 - 前田愛
南十字学園高等部教師。英語担当だがジャージ姿。
スタイル抜群の美女だが、男っ気は無いらしく時折、愚痴をこぼす。
タクトとスガタが、大きな悩みを抱えていることに気付き、心配している。
マスター
声 - 竹内良太
タクト達がよく利用する食堂「イーター」の主人。アロハ姿。
可愛い（あるいは美しい）女性に目がないらしく、カナコがタクトとのデートの為店に来た時やミズノをボートに同船させた際は異様にテンションが上がっていた。
マツヤマ・ヒロシ
声 - 浅利遼太
南十字学園高等部1年。タクトのクラスメート。
ヨウ・フジノ
声 - 日髙のり子
マリノとミズノの母親。夫を捜しに、2人を置いて島を出て行ってしまった。しかし、金が無くなったのか島に戻って来て、マリノとミズノを預けているニシモリの叔母に金の無心をした。京都に在住しているらしい。
ニシモリのおばちゃん
声 - 山口享佑子
マリノとミズノを残して島を出たフジノに代わり、姉妹の面倒を見ていた。ミズノが日死の巫女だと知っており、またマリノのことをミズノが作り出した分身だと把握していた。
レオン・ワタナベ
声 - 小川真司
カナコの夫であり、大財閥グラントネール財団の総帥。またミレーヌ・シモーヌ（パメラ）姉妹の父親でもある。年齢は65歳。
ミレーヌ・アラゴン
声 - 小笠原亜里沙
シモーヌの姉であり、カナコの一番の親友。レオンの元で仕事をしている。
シモーヌがタウバーンに敗北した夜、カナコのもとを訪れシモーヌに真実を話す。
アゲマキ・アゲハ
声 - 京田尚子
ワコの祖母。タクトにいつ「タウ」のシルシを受け継いだか聞いたり、日死の巫女の宿命を詳しく知らないミズノに解説をするなど、銀河美少年と四方の巫女に詳しい。
ヤマダ・マモル
声 - 中西英樹
南十字学園高等部の寮生。部屋がタクトの隣。ベニオに告白するも、惚れた理由が「ベニオが罰として水着で逆上がり百回をしているところを隠し撮りしているビデオを毎日見ていたから」だったため、怒鳴り散らされた。
ツナシ・イクロウ
声 - 柴田秀勝
タクトの祖父で、トキオの父親。タクトに「シルシ」を譲った。
オカダ・ハナ
声 - 川島海荷
タクトの昔の友人で初恋の人。ナツオ、タクトと3人でよく遊ぶ仲だった。第22話で夜間飛行の舞台を見るために島を訪れた。
コモリ・ナツオ
声 - 入野自由
タクトの昔の友人で故人である。余命幾ばくもない病に侵された体で人力飛行機の自作飛行などの無茶をしていた。後に短い寿命を全うして息を引き取る。「やりたいこととやるべきことが一致したとき、世界の声が聞こえる」というタクトの支えとなっている言葉は彼のもの。自分の思うように生きる彼の姿に、同い年でありながらタクトは憧れすら抱いていた。タクトの人生観に多大な影響を与えた人物。
ニチ・ゴシキ
声 - 勝生真沙子
ケイトの叔母。南十字島で「カラオケニチゴ」を経営している。
タクトのファンのようで、ケイトによれば再婚相手よりも好きらしい。
ソラ
声 - 折笠富美子
カタシロのかつての婚約者であり、タクトの母親。
カタシロとは親同士が決めた許嫁の関係にあったが彼女とカタシロの葛藤によるすれ違いにより、二人の前に現れたトキオに惹かれて婚約者を裏切りトキオの子供を身籠る。
後にカタシロの真意を知る事となるが彼女はその事に耐えられず、島を出て一時タクトの祖父であるイクロウの元にを寄せる。
産まれたタクトをイクロウに預けた後の行方は不明。
マキバ・シンゴ
声 - 浅沼晋太郎
かつてヘッドが島のどこかから連れてきた「シン」（「歯」の意味を持つ）のシルシの持ち主でサイバディ「シンパシー」のヘッドの前のスタードライバー。それをヘッドに譲る約束をしていたが、深い眠りについている。本人曰く「思い通りの大人になれなかった事で眠りについた」らしい。
最終決戦の前に覚醒し、ヘッドにシルシを渡した。

## サイバディとスタードライバー
南十字島の地下に安置されている、古代銀河文明が残した工学有機結晶体のオリハルコンで構成された謎の人型ロボットをサイバディと呼び、それを操る者をスタードライバーと呼ぶ。そして、サイバディとスタードライバーが一体になった状態を「銀河美少年」と呼ぶ（広義では女性も少年に含まれるため女性も銀河美少年と称される）。
サイバディは通常、マネキンのような素体の状態だが、スタードライバーがアプリボワゼ（関係を形成）することによって固有の姿と能力を取得し、自動的にサイバディの持つ古代文明の記憶を共有する。また、スタードライバーになると「第1フェーズ」という特殊な能力を得ることができる。ただし、サイバディが破壊された場合、本物の「シルシ」を持つ者以外は第1フェーズの能力は失われる。なお、アプリボワゼするには胸に輝く「シルシ」が必要で、戦士の「シルシ」は持ち主の意思で他人に受け渡すことが出来る。綺羅星十字団ではタウバーンを含めて22体のサイバディの存在が確認されている。科学ギルドによるとサイバディは核攻撃にも充分耐えられる強度を持つと計算されている。板状のパーツ「パイル」をもつものは上位機種とされ、特殊性が強い。
壊されたサイバディは黒く染まった状態になる。破壊されたサイバディを直すためにはスタードライバーがアプリボワゼする必要があるが、それにはスタードライバーのリビドーが必要である。必要な量のリビドーが無ければ、生命力を吸い取られるだけの結果に終わる（綺羅星十字団では、「歴代のキング・ザメクのスタードライバーが死の眠りに就いたこともそれが原因なのでは」と考えている）。
サイバディが起動すると、悪用させないために古代文明人が作った仕掛け「ゼロ時間」が発動し、それに伴う異空間が広がり、通常の時間は止まる。その際、「シルシ」のある者や仮面を付けている綺羅星十字団員は強制転送され、その中で戦闘に直接関係の無い者は「球体桟敷」と呼ばれる特殊空間で観戦することになる。この球体桟敷は「シルシ」がある者や、仮面を付けている綺羅星十字団員であればその中で自由に動け、時間が止まることはない。球体桟敷自体は脆く、戦闘の衝撃で簡単に破壊されてしまう。
サイバディには戦士タイプと巫女タイプが存在する。通常は悪用されないよう4人の巫女「四方の巫女（よものみこ）」と巫女タイプのサイバディが戦士タイプのサイバディを封印している。戦士タイプは素体が男性的な体型でコクピットが胸部にあり、巫女タイプは素体が女性的な体型でコクピットが腹部にある。封印には5つの段階（フェーズ）があり、完全に封印された「第1フェーズ」ではサイバディとアプリボワゼしても動かすことさえできないが、スタードライバー自身は特殊能力を得る。「第2フェーズ」では巫女とタクト以外はたとえ「シルシ」を持つ者でもサイバディを直接操縦できない。このため、綺羅星十字団のスタードライバー達は後述する電気柩を利用してサイバディを遠隔操縦する。「第3フェーズ」に進むと体に「シルシ」を持つ者のみ直接サイバディに乗り込んで操縦できるようになる。「第4フェーズ」ではより強くサイバディと一体化できるが、ゼロ時間内に閉じ込められる危険性を伴う（オーバーフェーズシステムを使用した場合は第3.5フェーズの状態となり、サイバディとスタードライバーが一体化する）。そして、最終段階の「第5フェーズ」でサイバディをゼロ時間外でも動かせるようになると言われているため、綺羅星十字団はこれを最終目標としている。
ただし、第4フェーズの説明は勝手に封印を破られないようヘッドがついた嘘であり、真の第4フェーズはキング・ザメクを復活させることである。さらに第5フェーズになると、キング・ザメクの時間操作の能力も解放される。
綺羅星十字団はサイバディに直接乗り込めない「第2フェーズ」の段階でも操縦を可能にする遠隔操縦装置「電気柩（でんきひつぎ）」を使って操縦しており、自らの仮面をセットすることによって、仮面に刻まれた「シルシ」に対応するサイバディとアプリボワゼする。それと同時に「シルシ」は機械で自動的に付けられるが、その際には痛みが伴う。遠隔操縦のため、サイバディが爆発しても操縦者の生死に影響は無いが、直接乗り込んで操縦する方法に比べると劣る面があった。第3フェーズ移行後、「本物の『シルシ』を持つ者以外はサイバディを動かすことが出来ないため、必要ない」との理由で電気柩は破壊されてしまった。
スタードライバーにはドライバー自身のリビドーをエネルギーにした「スターソード」と呼ばれる光の剣を武器に持つ者が存在し、綺羅星十字団では12本のスターソードの存在が確認されている。また、12本のスターソードの名前は誕生石をフランス語読みしたものになっている。

### サイバディの種類
サイバディの名前とそのスタードライバーが持つ「シルシ」はフェニキア文字に由来する。
タウバーン
スタードライバーはタクト。綺羅星十字団もその存在を把握していなかった、22体目のサイバディ。貴公子のような細身の外見を持つ。第2フェーズの段階までしかアプリボワゼを成功していないサイバディの中では、唯一「第3フェーズに成功しているサイバディ」、もしくは「直接乗り込むサイバディ」であり、電気柩無しで起動可能。
胸部の球体から引き出す2本のスターソード・緑のエムロードと青のサフィールを主武器として振い、2本を合体させて白い双刃の形態にすることもできる。また、ガンダムシリーズに登場するファンネルのような遠隔操作兵器・パイルが腰に4基装備されている。これを背部に装備し、ブースターのようにして飛行するパイル・ジェットも使用可能。
必殺技は全部で5種。胸部に集めたエネルギーを一気に解放する「炸裂・タウ・銀河ビーム」、2本のスターソードを使用して敵をX字に切り裂く「豪快・銀河十文字斬り」、腕の周囲で高速回転させたパイルを敵へ射出する「パイル・クラッシャー」、タウバーンの胸部に光を集め、その光と共にタクトの姿となって飛び出し、相手サイバディのコクピット部分を抜き出し破壊する「輝く流星・タウ・ミサイル」。また、スガタと協力した強化版の「エキセントリック・タウ・ミサイル」も使用している。
第16話でレシュバルに追い詰められた際、タクトの「シルシ」の輝きが紅く変わり、各部の形状が変化した「タウバーン・オーディナリー（本編未呼称）」へと強化された。
第22話で「地球人のために作られたサイバディ」と明かされたが、詳しい事は不明。
最終決戦ではシンパシーを撃墜する為に王の柱を受けて内部が損傷。その後、七色の光線を放ちキング・ザメクを撃破するも、爆発に巻き込まれ半壊した。
劇場版では「タウバーン・コンパートメント」となっており、キング・ザメクを破壊し、半壊した「タウバーン」をタクトのリビドーで直したのがこの姿である。
ヌンナ
第1話に登場。サカナちゃん（気多の巫女）がアプリボワゼできる巫女のサイバディ。
直接乗り込むことは出来ても、完全に封印されている状態だったため動かすことも出来ず、マネキンのような姿のままだった（劇場版では、姿が変わり、青を基調とした女性の様な姿をしている）。
ヘッドのスターソード・ディアマンに両断され消滅し、封印が第2フェーズへ移行することとなった。
アレフィスト
第1話、最終話に登場。第5隊 フィラメントに所属し、スタードライバーはジョージ（レイジングブル）。
大型の体躯に、頭部と肩から生えている牛のような角が特徴。必殺技は、高速で突進し肩の角で貫く「バッファロー・クラッシュ」。
タウバーンへ格闘戦を挑んだが肩の角を落とされた上、裏拳打ちで顔面を破壊され、機能停止。
最終話ではキング・ザメクに操られた状態で再生されたが、シルシが蘇ったジョージがアプリボワゼした事で呪縛から解放された。復活後はバッファロー・クラッシュでレシュバルを破壊したが、キング・ザメクの王の柱の前に敗れる。
テトリオート
第2話、最終話に登場。第5隊 フィラメントに所属し、スタードライバーはテツヤ（スピードキッド）。
腕部及び脚部に円盤状のエネルギーリングを発生させ、攻撃と高速移動に使用できる。また、リングを車輪に見立てて、背面のブースターを併用しながらオートバイに近い形態となる突撃攻撃形態を有する。
高速移動でタウバーンを翻弄するが、とどめを刺そうと突撃したところで「タウ・銀河ビーム」を正面から受け、機能停止。
最終話ではキング・ザメクに操られた状態で再生されたが、シルシが蘇ったテツヤがアプリボワゼした事で呪縛から解放された。復活後はコフライトを破壊したが、キング・ザメクの王の柱の前に敗れる。
ツァディクト
第3話、最終話に登場。第4隊 おとな銀行に所属し、スタードライバーはタカシ（バンカー）。
歌舞伎役者や侍のような容姿をしており、足裏部のブースターで低空滞空が可能。戦闘時にはその機能を用いて、地面を滑るように移動する。紫色のスターソード・アメティストを武器に、舞い踊るような剣術で相手を翻弄する。必殺技は、アメティストで無数の突きを繰り出す「秘剣・紙吹雪」。
一刀流を苦手とするタクトを追い込むが、得意の二刀流となったタウバーンの「豪快・銀河十文字斬り」を受け、機能停止。
最終話ではキング・ザメクに操られた状態で再生されたが、タカシがアプリボワゼした事で呪縛から解放された。復活後は秘剣・紙吹雪でラメドスとザイナスを破壊したが、キング・ザメクの王の柱の前に敗れる。
ヘーゲント
第4話、第17話、第21話、最終話に登場。第2隊 バニシングエージに所属し、スタードライバーはマドカ（ウィンドウスター）。
第4話においては、ケイトに操られたタイガーが搭乗し、相手の記憶や願望を実体化し、それを現実のように見せる能力によってタクトとワコをゼロ時間内に閉じ込めるも、ケイトがタイガーに戦闘は無理だと判断したため、撤退する。
第17話で真のスタードライバーであるマドカが搭乗し、ピンク色のスターソード・ペルルと全身の赤い球体から放つレーザーを武器に戦い、搭乗者を傷付けることを躊躇するタクトを圧倒するも、タウバーンの「タウ・ミサイル」によってコクピットを抉り出され、機能停止。
第21話では「オーバーフェーズ・システム」により、第3.5フェーズの状態となる。サイバディとスタードライバーが完全に一体化しており、必殺技などを受ければ命を落としかねない事に躊躇するタウバーンを圧倒する。しかし、ワコによって強制的に解除され、「タウ・ミサイル」を受けて機能停止。
最終話ではキング・ザメクに操られた状態で再生されたが、ベトレーダに破壊された。
劇場版では封印が破られているため、現実の東京・新宿に他のバニシングエージのサイバディ（レシュバルとシンパシーを除く）と共に現れるが、駆け付けたタウバーンの「タウ・ミサイル乱れ撃ち」によってコクピットを抉り出され、破壊された。
ヨドック
第5話、最終話に登場。第6隊 科学ギルドに所属し、スタードライバーはミドリ（プロフェッサー・グリーン）。
カラスのような容姿をしており、巨大な腕で機体を覆うことで楕円状の防御形態へ変形する他、腕で殴りつける「アームボンバー」という技を有している。
科学ギルドが開発した「プレコグ・モード」という特殊システムを搭載しており、ゼロ時間内の相手の数秒先の動きを見ることができる。この能力でタウバーンを追い詰めるものの、これに合わせてミドリが密かに搭載していたサイバディを（搭乗者まで）透視できるシステム「お楽しみモード」でタクトの身体に見とれていた隙に「豪快・銀河十文字斬り」を受け、あっさり機能停止。
最終話ではキング・ザメクに操られた状態で再生されたが、シルシが発現したミドリがアプリボワゼした事で呪縛から解放された。復活後はアインゴットを破壊したが、キング・ザメクの王の柱の前に敗れる。
カフラット
第7話、最終話に登場。第3隊 ブーゲンビリアに所属し、スタードライバーはマミ（オンディーヌ）。
人魚のように細く変形し、ゼロ時間内の地面の中を泳ぐように移動できる他、掌から複数のマーメイドールを生みだして遠隔攻撃に利用する能力も有する。地面に潜っている間はどんな攻撃も受け付けない。
戦闘中、球体桟敷から落下したスガタを助けたタウバーンの隙を突き、クナイのような形状になって攻撃しようとしたが、逆に一刀両断にされて機能停止。
最終話ではキング・ザメクに操られた状態で再生され、タウバーンに襲いかかるも返り討ちにされた。
ページェント
第8話、第13話、最終話に登場。第5隊 フィラメントに所属し、スタードライバーはベニオ（スカーレットキス）。
第8話で捕らえたスガタを通して得たキング・ザメクの能力でパワーアップを果たすが、上位の存在であるスガタに乗っ取られてしまった上、タクトとの激しい喧嘩の末に機体がキング・ザメクの能力に耐え切れなくなり、粉砕した。なお、この状態では腕を振ることで青いエネルギー弾を放つことが可能。
第13話で再生され、紅いスターソード・リュビを武器にベニオの剣道技術を活かしてタクトに挑むが、太刀筋を完全に見切られて斬られ、機能停止。
最終話ではキング・ザメクに操られた状態で再生されたが、シルシが蘇ったベニオがアプリボワゼした事で呪縛から解放された。復活後はギメロックを破壊したが、キング・ザメクの王の柱の前に敗れる。
ラメドス
第9話、第23話、最終話に登場。第2隊 バニシングエージに所属し、スタードライバーはツキヒコ（スティックスター）。
重厚な鎧をまとい、城塞のような容姿をしている。武器は褐色のスターソード・サルドニクスで、これをスティックと合体させて槍にすることもできる。
タウバーンと鍔迫り合いを行うが、直前のスガタとの稽古から動きを見切ったタクトに槍を両断され、「豪快・銀河十文字斬り」を受けて機能停止。
第23話において他の2機と共に再生され、3対1でタウバーンと戦う。連携によってタウバーンを追い詰めるも、スガタと協力したタウバーンの「エキセントリック・タウ・ミサイル」によって3機ともコクピットを抉り出され、機能停止。
最終話ではキング・ザメクに操られた状態で再生されたが、ツァディクトに破壊された。
劇場版では封印が破られているため、現実の東京・新宿に他のバニシングエージのサイバディ（レシュバルとシンパシーを除く）と共に現れるが、駆け付けたタウバーンの「タウ・ミサイル乱れ撃ち」によってコクピットを抉り出され、破壊された。
ザイナス
第10話、第23話、最終話に登場。第2隊 バニシングエージに所属し、スタードライバーはタケオ（ソードスター）。
容姿はラメドスに通じながらも、西洋の騎士に近いものとなっている。武器は背中に2本背負い、手に1本持つ深紅のスターソード・グルナと、自在に遠隔操作や分裂が可能な赤い球体・ザインスフィア。
ザインスフィアで変則的な遠隔攻撃を行ってタウバーンを追い詰めるが、パイルでザインスフィアを破壊されて「豪快・銀河十文字斬り」を受け、機能停止。
第23話において他の2機と共に再生され、3対1でタウバーンと戦う。連携によってタウバーンを追い詰めるも、スガタと協力したタウバーンの「エキセントリック・タウ・ミサイル」によって3機ともコクピットを抉り出され、機能停止。
最終話ではキング・ザメクに操られた状態で再生されたが、ダレトスの援護を受けたツァディクトに破壊された。
劇場版では封印が破られているため、現実の東京・新宿に他のバニシングエージのサイバディ（レシュバルとシンパシーを除く）と共に現れるが、駆け付けたタウバーンの「タウ・ミサイル乱れ撃ち」によってコクピットを抉り出され、破壊された。
ダレトス
第11話、最終話に登場。第4隊 おとな銀行に所属し、スタードライバーはシモーヌ（セクレタリー）。
シモーヌが戦闘を得意としないためか、他のサイバディよりも不完全な容姿となっている。バリアを展開する能力があるほか、タウバーンとの戦闘の際にはタカシを機体に取り込み、共闘してスターソード・アメティストを使用した。
ダレトスのエネルギーを注ぎこまれて強化されたアメティストの「秘剣・紙吹雪」でタウバーンを追い詰めるが、「王の柱」のエネルギーによって巨大化した2本のスターソードに両腕を落とされ、タカシの身を案じたシモーヌがタカシを放出し、先のダメージによって機能停止。
最終話ではキング・ザメクに操られた状態で再生されたが、シルシが発現したシモーヌがアプリボワゼした事で呪縛から解放された。復活後はザイナスの攻撃をバリアで防いでツァディクトの反撃に繋いだが、キング・ザメクの王の柱の前に敗れる。
ベトレーダ
第12話、最終話に登場。第4隊 おとな銀行に所属し、スタードライバーはカナコ（頭取）。
ライオンのような容姿をしており、強烈なパンチと手甲部分の鋭い鉤爪を武器とする。また、戦闘の際には4つの柱を使ってボクシングのリングを形成する。
カナコのボクシング技術を活かしてタウバーンを追い込むが、パイルを腕に装着したタウバーンに吹き飛ばされ、「パイル・クラッシャー」を受けて機能停止。
最終話ではキング・ザメクに操られた状態で再生されたが、シルシが発現したカナコがアプリボワゼした事で呪縛から解放された。復活後はヘーゲントを破壊したが、キング・ザメクの王の柱の前に敗れる。
アインゴット
第14話、最終話に登場。第2隊 バニシングエージに所属し、スタードライバーはマリノ（マンティコール）。
その姿はサイバディの中でも特に有機的であり、肩と頭部には瞼が存在する。第9話で発見された時は機体ごとキング・ザメクに握り潰されていた。スガタ曰く「邪悪なサイバディ」。
任意の対象を捜索する能力「アインゴットの眼」を持っているため、巫女を探す目的で再生計画が進められた。第14話で再生され、巫女の探索に成功したが、その直後に暴走して第三の眼が開き、彼女を侵食して乗っ取り、敵味方関係無く襲うようになる。タウバーンにも襲いかかったが、スガタに「王の柱」で肩の眼を潰され、タウバーンの「豪快・銀河十文字斬り」を受けて機能停止。
最終話ではキング・ザメクに操られた状態で再生されたが、ヨドックに破壊された。
なお、第22話の劇中劇にて魔女がコルムナに殺害される際に2度「あい～ん」と悲鳴をあげており、その間にザメクに握りつぶされるアインゴットが映し出されるという暗示的なシーンが存在する。
メムナ
第16話に登場。ミズノ（日死の巫女）がアプリボワゼできる巫女のサイバディ。
天女のような姿をしており、ピンクを基調としている。バリアを張り、攻撃を防ぐ事が出来る。
レシュバルが持つ長大になったスターソード・ディアマンを防ごうとしたが防ぎ切れずに両断され消滅し、封印が第3フェーズへ移行することとなった。
レシュバル
第16話、最終話に登場。第2隊 バニシングエージに所属し、スタードライバーはカタシロ（議長）→レイジ（ヘッド）。
タウバーンに似た容姿をしており、白いスターソード・ディアマンと4基のパイルを武器とする。パイルを使い、バリアを張ることも出来る（ヘッド曰くパイルはこう使うものらしい）。また、後期OPなどでは手の平から星形のエネルギー弾を撃ち出しているが本編では未使用。第3フェーズの状態では、スターソードの輝きで戦士の「シルシ」の輝きを封じることが出来る。
日死の封印を破り、シルシを封じてタクトを追い詰めるも、強化されたタウバーンのサフィールを喉にあたる部分に受け、その隙にエムロードで斬り裂かれ機能停止。
最終話ではキング・ザメクに操られた状態で再生されたが、アレフィストに破壊された。
コフライト
第19話、第20話、第21話、最終話に登場。第2隊 バニシングエージに所属し、スタードライバーはコウ（ニードルスター）。
戦闘機のような形態に変形する能力を持ち、朱色のスターソード・オパールと、飛行形態時の機首部に装備されている巨大な針を武器とする。スピードを活かして高速で突進し、この針で刺し貫くほか、先端から「ニードル・アロー」をマシンガンのように連射することも可能。
一度は「タウ・ミサイル」を変形することで回避し、空中からタウバーンを攻め立てるが、「パイル・ジェット」により追い付かれ、最後は「タウ・ミサイル」でコクピットを抉り出され機能停止。
その後すぐ再生され、ヘーゲントが再生されていない状態で皆水の封印を破られるとマドカが危険に陥る可能性があると判断したコウがアプリボワゼし、タウバーンとギメロックとの戦闘に乱入するがギメロックに殴り飛ばされる。21話においてタウバーンと再戦するも、「タウ・ミサイル」によって敗れている。
最終話ではキング・ザメクに操られた状態で再生されたが、テトリオートに破壊された。
劇場版では封印が破られているため、現実の東京・新宿に他のバニシングエージのサイバディ（レシュバルとシンパシーを除く）と共に現れるが、駆け付けたタウバーンの「タウ・ミサイル乱れ撃ち」によってコクピットを抉り出され、破壊された。
ギメロック
第20話、第23話、最終話に登場。第2隊 バニシングエージに所属し、スタードライバーはギンタ（キャメルスター）。
容姿はラメドス、ザイナスに酷似しており、赤いスターソード・コライユを武器にする。また、機体の首から上（とマント）を分離して飛行させることができ、マントの一部は手に変化させることが可能。
タウバーンとの鍔迫り合い中に機体を分離させ、皆水の封印を破ろうとするが、コウが乱入し阻止される。そしてその隙に「豪快・銀河十文字斬り」で下半身を撃破され、「タウ・ミサイル」でコクピットを抉り出され機能停止。
第23話において他の2機と共に再生され、3対1でタウバーンと戦う。連携によってタウバーンを追い詰めるも、スガタと協力したタウバーンの「エキセントリック・タウ・ミサイル」によって3機ともコクピットを抉り出され、機能停止。
最終話ではキング・ザメクに操られた状態で再生されたが、ページェントに破壊された。
劇場版では封印が破られているため、現実の東京・新宿に他のバニシングエージのサイバディ（レシュバルとシンパシーを除く）と共に現れるが、駆け付けたタウバーンの「タウ・ミサイル乱れ撃ち」によってコクピットを抉り出され、破壊された。
ケトナ
第24話に登場。ケイト（イヴローニュ / ひが日死の巫女）がアプリボワゼできる巫女のサイバディ。
容姿はメムナと酷似しているが、緑を基調としている。
シンパシーのスターソード・テュルコワーズに両断され消滅し、封印が第4フェーズへ移行することとなった。
シンパシー
第24話、最終話に登場。第2隊 バニシングエージに所属し、スタードライバーはシンゴ→レイジ（ヘッド）。
全身に歯を模した鎧のようなパーツ（パイル）が付いており、この全身のパイルを用いて他のサイバディとアプリボワゼして自分の支配下に置く能力を持つ。武器は水色のスターソード・テュルコワーズと、ヘッドがレシュバルから引き続き使うスターソード・ディアマンの二刀流。
ケトナを破壊してひが日死の封印を破り、キング・ザメクを復活させる。直後に内部のスガタ諸共キング・ザメクとアプリボワゼして操り、その力を持ってタウバーンを圧倒、さらにはワウナを破壊して封印を破ろうとする。しかし、シルシが発現した綺羅星のメンバーに再生したサイバディを破壊され、王の柱を突き抜けてきたタウバーンのタウ・ミサイルによって破壊された。
ワウナ
最終話に登場。ワコ（皆水の巫女）がアプリボワゼできる巫女のサイバディ。
タウバーンを女性風にした姿で、黄色を基調としている。強力なバリアを展開する能力を持ち、シンパシーのテュルコワーズを長時間防いでいた。
タウバーンの窮地にアプリボワゼしたが、キング・ザメクに捕えられ封印を破られそうになる。タクトの活躍で救出されるが自分諸共キング・ザメクを眠らせようとするスガタを止めるためにタウバーンのスターソード・エムロードとサフィールに両断され消滅し、第5フェーズに移行、封印が破られゼロ時間が消滅することとなった。
キング・ザメク
スタードライバーはスガタ（キング）。戦士タイプにも巫女タイプにも属さない、「王のサイバディ」。その威力は地球最強で、他のサイバディを片手で握り潰せるほど巨大な機体である。長らく所在は不明で壊れていたと思われていたが、実はケイトによって封印されており、ひが日死の封印が破られ第4フェーズに進んだ直後、ゼロ時間の中から姿を現した。劇中では、「ザメク」と省略されて呼ばれる事が多い。
ドライバーが搭乗していない状態で他のサイバディを再生・操作することができるほか、時間操作の能力を持っており、ヘッドはキング・ザメクを操ることで過去をやり直そうとしていた。また、ゼロ時間を脱出すると同時に地球全土のリビドーを吸いつくし、地球を滅ぼしてしまうことがヘッドの口から語られている。
王の柱を使うことで自身は一歩も動かずに迫りくる敵を迎撃することができる。またマントのように装備された13枚ある背部の巨大な板状の物体の先端部からは強力なホーミング性のビームを放つことができ、連続発射することで強力な弾幕を展開できる。裏設定ではこの13枚の光の翼で時を越えることができるとされている。しかし、他のサイバディ達に奪われ、12本がスターソードとして使われている。また、自在に雷を発生させることもできる。
シンパシーの能力で操られるが、シンパシーが破壊されたことで解放される。その後、ワウナが破壊され封印が解除されたためゼロ時間から解放され、宇宙へと飛び立つ。後を追ってきたタウバーンをその圧倒的な火力で迎撃し、さらには内部に侵入したタウバーンにキングの仮面の幻影を見せるが、それに惑わされなかったタクトが放った最後の一撃を受けて破壊された。
劇場版では「ポケット・ザメク」と呼ばれる存在がスガタと会話している。

## スタッフ
- 原作 - BONES[7]
- 監督 - 五十嵐卓哉[7]
- 監督補佐 - 浅井義之
- シリーズ構成・脚本 - 榎戸洋司[7]
- キャラクター原案 - 水屋美沙×水屋洋花[7]
- キャラクターデザイン・総作画監督 - 伊藤嘉之[7]
- サイバディデザイン -  コヤマシゲト[7]
- コンセプトデザイン - 荒牧伸志[7]
- 美術デザイン - 永井一男[7]
- 地下世界デザイン - 岡田有章[7]
- インダストリアルデザイン - 柳瀬敬之[7]
- 特技監督 - 村木靖[7]
- 美術監督 - 脇威志[7]
- 色彩設計 - 中山しほ子[7]
- 撮影監督 - 神林剛[7]
- 編集 - 西山茂[7]
- 音楽 - 神前暁[7]、MONACA[7]
- 音響監督 - 若林和弘[7]
- プロデューサー - 丸山博雄、大薮芳広、大山良、稲垣浩文、倉重宣之、古川慎
- アニメーション制作 - ボンズ[7]
- 製作 - STAR DRIVER製作委員会[7]（アニプレックス、バンダイナムコゲームス、ボンズ、スクウェア・エニックス、電通）、毎日放送

## 主題歌
オープニングテーマ
「GRAVITY Ø」（第1話 - 第13話）
作詞 - 太志 / 作曲・編曲 - Aqua Timez / 歌 - Aqua Timez
「SHINING☆STAR」（第14話 - 第24話）
作詞・作曲 - 網本ナオノブ / 編曲 - 大西省吾 / 歌 - 9nine
エンディングテーマ
「Cross Over」 （第1話 - 第13話、最終話）
作詞 - 前澤希 / 作曲 - 古川貴浩 / 編曲 - 釣俊輔 / 歌 - 9nine
「Pride」（第14話 - 最終話）
作詞 - TOMOMI、Hidenori Tanaka / 作曲 - Hidenori Tanaka / 編曲 - Keita Kawaguchi / 歌 - SCANDAL
劇中歌
「モノクローム」
作詞 - こだまさおり / 作曲 - 神前暁 / 編曲 - 高田龍一 / 歌 - 気多の巫女（戸松遥）
使用話数：第1話 - 第3話、第5話、第7話、第8話、最終話
「木漏れ日のコンタクト」
作詞 - こだまさおり / 作曲 - 神前暁 / 編曲 - 神前暁、帆足圭吾 / 歌 - アゲマキ・ワコ（早見沙織）
使用話数：第4話、第6話、第11話、第19話、第22話、最終話
「イノセント・ブルー」
作詞 - こだまさおり / 作曲・編曲 - 神前暁 / 歌 - ヨウ・ミズノ（日高里菜）
使用話数：第10話 - 第12話、第15話
「秋色のアリア」
作詞 - こだまさおり / 作曲 - 神前暁 / 編曲 - 石濱翔、帆足圭吾 /  歌 - ニチ・ケイト（小清水亜美）
使用話数：第17話、第18話、第24話
挿入歌にはオリジナルバージョンと劇中歌バージョンの2種類が存在し、本編で使用されているのは主に後者の方であるが「秋色のアリア」は18話で、「木漏れ日のコンタクト」は19話でそれぞれオリジナルバージョンが使用された。
劇中歌バージョンは巫女のアカペラで始まり、オーケストラによる演奏が入ったもので主に『ゼロ時間』の発動時に流れる。一方でオリジナルバージョンは劇中歌バージョンとは全く違ったアレンジがなされており、ジャンルとしてはJ-POPに位置する。これは、「神秘的な曲にしないでほしい」という五十嵐卓哉監督の要望によるものである。

## 各話リスト
| 話数   | サブタイトル           | 絵コンテ            | 演出       | 作画監督                           | メカ作画監督    | 放送日         |
| ------ | ---------------------- | ------------------- | ---------- | ---------------------------------- | --------------- | -------------- |
| 第1話  | 銀河美少年             | 五十嵐卓哉          | 浅井義之   | 伊藤嘉之                           | 阿部慎吾        | 2010年 10月3日 |
| 第2話  | 綺羅星十字団の挑戦     | 如月トウジ          | 大西景介   | 石井百合子                         | 大塚健          | 10月10日       |
| 第3話  | おとな銀行             | 松尾慎              | 松尾慎     | 小平佳幸                           | 長野伸明        | 10月17日       |
| 第4話  | ワコの歌声             | 別所誠人            | 渕上真     | 垪和等                             | -               | 10月24日       |
| 第5話  | マンドラゴラの花言葉   | 福田道生            | 清水久敏   | 斉藤英子                           | 阿部慎吾        | 10月31日       |
| 第6話  | 王の柱                 | 成田歳法            | 成田歳法   | 村井孝司                           | 長野伸明        | 11月7日        |
| 第7話  | 遠い世界               | タムラコータロー    | 大西景介   | 堀川耕一                           | 川添政和        | 11月14日       |
| 第8話  | いつだって流星のように | 岩崎太郎            | 岩崎太郎   | やぐちひろこ                       | 大塚健          | 11月21日       |
| 第9話  | そんなミズノの初恋     | 福田道生            | 夕澄慶英   | 羽山淳一                           | -               | 11月28日       |
| 第10話 | そしてマリノの初恋     | 柳沢テツヤ          | 佐藤育郎   | 小平佳幸                           | 森賢            | 12月5日        |
| 第11話 | サイバディの私的活用術 | 金子伸吾            | 渕上真     | 垪和等                             | -               | 12月12日       |
| 第12話 | ガラス越しのキス       | 岩崎太郎            | 岩崎太郎   | 佐々木敦子                         | 鹿間貴裕        | 12月19日       |
| 第13話 | 恋する紅い剣           | 池添隆博            | 高橋健司   | 伊藤秀樹 稲留和美 小森高博         | 長野伸明        | 12月26日       |
| 第14話 | アインゴットの眼       | 福田道生            | 清水久敏   | 村井孝司                           | 阿部慎吾        | 2011年 1月9日  |
| 第15話 | 封印の巫女             | YUKIHIRO            | 浅井義之   | 武本大介                           | -               | 1月16日        |
| 第16話 | タクトのシルシ         | 成田歳法            | 成田歳法   | 小平佳幸 甲斐泰之                  | 大塚健          | 1月23日        |
| 第17話 | バニシングエージ       | 福田道生            | 京極尚彦   | 柳瀬譲二                           | 高瀬健一        | 1月30日        |
| 第18話 | ケイトの朝と夜         | 増井壮一            | 夕澄慶英   | 羽山淳一                           | -               | 2月6日         |
| 第19話 | 三人の日曜日           | YUKIHIRO            | 佐藤育郎   | 皆川一徳 伊藤秀樹                  | 森賢            | 2月13日        |
| 第20話 | 描かれたあの日の虹     | 福田道生            | 清水久敏   | 武本大介                           | 長野伸明        | 2月20日        |
| 第21話 | リビドーなお年頃       | 長崎健司            | 渕上真     | 垪和等                             | -               | 2月27日        |
| 第22話 | 神話前夜               | 成田歳法 五十嵐卓哉 | 成田歳法   | 小平佳幸 村井孝司                  | -               | 3月6日         |
| 第23話 | エンペラー             | 池添隆博            | 佐藤育郎   | 長谷部敦志 稲留和美                | 鹿間貴裕        | 3月20日        |
| 第24話 | ひが日死の巫女         | 福田道生            | 浅井義之   | 日下部智津子 やぐちひろこ 武本大介 | 長野伸明        | 3月27日        |
| 最終話 | 僕たちのアプリボワゼ   | 村木靖 五十嵐卓哉   | 五十嵐卓哉 | 伊藤嘉之                           | 阿部慎吾 大塚健 | 4月3日         |

## 放送局
テレビ放送のほか、インターネット配信も行われており、最新話のみ1週間限定で無料配信される。
| 放送局             | 放送期間                       | 放送日時                   | 放送系列     |
| ------------------ | ------------------------------ | -------------------------- | ------------ |
| 毎日放送・JNN27局  | 2010年10月3日 - 2011年4月3日   | 日曜 17:00 - 17:30         | TBS系列      |
| GYAO!              | 2010年10月8日 - 2011年4月8日   | 金曜 更新                  | ネット配信   |
| MBS公式番宣サイト  | 2010年10月13日 - 2011年4月13日 | 木曜 24:00 更新（2話以降） | ネット配信   |
| バンダイチャンネル | 2010年10月15日 - 2011年4月15日 | 金曜 更新                  | ネット配信   |
| アニメモビ         | 2010年10月15日 - 2011年4月15日 | 金曜 更新                  | モバイル配信 |
| TOKYO MX           | 2012年10月3日 - 2013年3月27日  | 水曜 24:00 - 24:30         | 独立局       |

このほか、当初はニコニコチャンネルでのインターネット配信も予定されていたが、直前になって急遽中止となった。中止の理由は「諸事情」によるとされ明かされていない。しかし、その後映画の公開に合わせて全話一挙放送が行われた。
2011年3月13日放送予定だった第23話は東日本大震災による特別編成の為、放送が1週間延期され翌週3月20日に放送された。なお3月20日の放送はTBSテレビが東日本大震災関連のL字型画面をTBS系列全国ネットで挿入した関係で、毎日放送以外のネット局はTBSテレビのネットマスターを経由する形で放送された。これに伴い残る放送は1週間順延の形となった。

### 徹底解説番組
シリーズが中盤に差しかかるのを受け、そこまでの総集編と解説を兼ねた『特別番組 スタドラ夜会』が一部地域で放送された。
出演は有野晋哉（よゐこ）、川島明（麒麟）、小沢一敬（スピードワゴン）、稲垣早希。
| 放送地域       | 放送局         | 放送日         | 放送時間           |
| -------------- | -------------- | -------------- | ------------------ |
| 近畿広域圏     | 毎日放送       | 2010年12月10日 | 金曜 26:20 - 26:50 |
| 関東広域圏     | TBSテレビ      | 2010年12月10日 | 金曜 26:25 - 26:55 |
| 宮城県         | 東北放送       | 2010年12月26日 | 日曜 25:25 - 25:55 |
| 鳥取県・島根県 | 山陰放送       | 2011年1月7日   | 金曜 25:40 - 26:10 |
| 岩手県         | IBC岩手放送    | 2011年1月9日   | 日曜 25:15 - 25:45 |
| 山形県         | テレビユー山形 | 2011年1月15日  | 土曜 16:24 - 16:54 |
| 岡山県・香川県 | 山陽放送       | 2011年1月15日  | 土曜 26:48 - 27:18 |
| 鹿児島県       | 南日本放送     | 2011年1月16日  | 日曜 25:10 - 25:40 |

## Blu-ray / DVD
BDは完全生産限定版のみ。DVDは完全生産限定版と通常版がある。
2013年1月23日には本編とイベント「銀河美少年フェスタ 2011春」が収録されたBD-BOXが発売された。
また完全生産限定版のみの特典だったヴォーカル曲や劇中BGMが劇場版使用曲も含み収録された「STAR DRIVER輝きのタクト Songs & Soundtracks」も同時に発売された。
| 巻数 | 発売日        | 収録内容        | 完全限定生産版 特典CD                                                                                      |
| ---- | ------------- | --------------- | --- |
| 1    | 2011年1月26日 | 第1話 - 第3話   | 劇中歌「モノクローム」気多の巫女（戸松遥）                                                                 |
| 2    | 2011年2月23日 | 第4話 - 第6話   | オリジナルサウンドトラック16曲                                                                             |
| 3    | 2011年4月6日  | 第7話 - 第9話   | オリジナルサウンドトラック23曲                                                                             |
| 4    | 2011年4月27日 | 第10話 - 第12話 | 劇中歌「イノセント・ブルー」日死の巫女（日高里菜）                                                         |
| 5    | 2011年5月25日 | 第13話 - 第14話 | 四方の巫女（早見沙織・戸松遥・日高里菜・小清水亜美）による9nineの「Cross Over」のカバー                    |
| 6    | 2011年6月22日 | 第15話 - 第17話 | キャラクターテーマソング「First Galaxy」ツナシ・タクト（宮野真守）・「憂いの鎖」シンドウ・スガタ（福山潤） |
| 7    | 2011年7月27日 | 第18話 - 第20話 | 劇中歌「秋色のアリア」ひが日死の巫女（小清水亜美）                                                         |
| 8    | 2011年8月24日 | 第21話 - 第23話 | オリジナルサウンドトラック                                                                                 |
| 9    | 2011年9月21日 | 第24話 - 第25話 | 劇中歌「木漏れ日のコンタクト」皆水の巫女（早見沙織）                                                       |

| 巻数   | 発売日        | 収録内容       | 映像特典                  |
| ------ | ------------- | -------------- | ------------------------- |
| BD-BOX | 2013年1月23日 | 第1話 - 第25話 | 銀河美少年フェスタ 2011春 |

## 漫画版
スクウェア・エニックスの『ヤングガンガン』にて、2010年18号から2011年24号まで連載された。作画はKEY by Youn Story labが担当している。
アニメと比較してストーリーが短縮されており、登場するキャラクター、サイバディも減らされている。

## ゲーム版
STAR DRIVER 輝きのタクト 銀河美少年伝説
2011年3月3日発売、販売元はバンダイナムコゲームス。PlayStation Portable用ソフト。
コマンド選択式戦闘のアドベンチャーゲーム。主人公はタクトではなくゲームオリジナルキャラのユウ（名前変更可能）選択肢によって展開の変わるマルチエンディングである。ストーリーは原作の日死の巫女編をベースとしたIfシナリオであり、大別するとタクト達と共に戦う「銀河美少年編」、学園祭をメインとした「南十字学園祭編」、綺羅星十字団の一員となってタウバーンと戦う「綺羅星十字団編」の3つ、さらに各編に個別ルートが多数存在し敵味方問わず大抵の女性キャラクターが攻略可能となっている。
スーパーロボット大戦X-Ω
2015年10月5日に配信開始、開発はセガゲームス、プロデュースはバンダイナムコエンターテインメント。スマートフォン用アプリゲーム。
ロボットアニメやゲーム作品が共演する「スーパーロボット大戦シリーズ」の一つ。配信当初からテレビ版のキャラクターやロボットが登場しており、2016年10月3日から劇場版も登場する。

## Webラジオ

### スタードライバーラジオ　銀河美少年アワー
HiBiKi Radio Stationと音泉で、「スタードライバーラジオ　銀河美少年アワー」が2010年9月27日から2011年4月4日まで隔週月曜日配信された。パーソナリティは、アニメのキャストが交代で務めた。
パーソナリティ
- 早見沙織（#00〈プレ配信〉- #02、#11〈公開録音〉、#13）
- 千葉千恵巳 (#01)
- 新名彩乃 (#02)
- 石田彰（#03、#04）
- 戸松遥（#03、#04、#11〈公開録音〉）
- 宮野真守（#05、#06、#13）
- 木村良平（#05、#06）
- 小清水亜美（#07、#08）
- 日高里菜（#07、#08）
- 広橋涼（#07、#08）
- 福山潤（#09、#10、#13）
- 赤羽根健治（#09、#10、#12〈公開録音〉）
- 髙木俊（#12〈公開録音〉）

### スタードライバーラジオ THE MOVIE 帰ってきた銀河美少年アワー
音泉で、「スタードライバーラジオ THE MOVIE 帰ってきた銀河美少年アワー」が2012年9月10日から2013年3月18日まで第2月曜日（2012年12月10日の第4回から隔週）に配信された。パーソナリティは宮野真守、早見沙織、福山潤の3人とゲストが交代で務める。
パーソナリティ
- 宮野真守（#01、#04、#05、#10、#11）
- 早見沙織（#01、#02、#06〈公開録音〉、#07）
- 日高里菜（#02、#06〈公開録音〉）
- 福山潤（#03、#08、#09）
- 髙木俊（#03）
- 戸松遥（#04、#05）
- 新名彩乃 (#07)
- 赤羽根健治（#07）
- 石田彰（#08、#09）
- 小清水亜美（#10、#11）

### スタードライバー THE MOVIE　また！？帰ってきた銀河美少年アワー
音泉で、「スタードライバー THE MOVIE　また！？帰ってきた銀河美少年アワー」が（2013年7月24日から2013年9月4日）まで隔週水曜日配信、全4回を配信予定。パーソナリティは宮野真守
ゲスト
- 早見沙織（#01、#02）
- 福山潤（#03、#04）
- 五十嵐卓哉（監督）（#05）

## 書誌情報
漫画
- BONES（原作）・KEY by Ylab（漫画） 『STAR DRIVER 輝きのタクト』 スクウェア・エニックス〈ヤングガンガンコミックス〉、全3巻
  1. 2011年2月26日初版発行（同日発売）、ISBN 978-4-7575-3149-9
  2. 2011年7月25日初版発行（同日発売）、ISBN 978-4-7575-3274-8
  3. 2012年1月25日初版発行（同日発売）、ISBN 978-4-7575-3494-0

- 小野寛隆編 『STAR DRIVER 輝きのタクト アンソロジー』 スクウェア・エニックス〈ヤングガンガンコミックス〉、2011年2月26日初版発行（同日発売）、ISBN 978-4-7575-3150-5

その他
- スクウェア・エニックス編 『VOICE★美少年 STAR DRIVER 輝きのタクト Vol.1』 スクウェア・エニックス〈SE-MOOK〉、2010年、ISBN 978-4-7575-2989-2
- 吉原大輔編 『STAR DRIVER 輝きのタクト 銀河美少年伝説 颯爽コンプリートガイド』 アスキー・メディアワークス、2011年、ISBN 978-4-04-870468-7
- 宮本麻由他編 『TV ANIMATION STAR DRIVER 輝きのタクト OFFICIAL COMPLETE GUIDE』 スクウェア・エニックス、2011年、ISBN 978-4-7575-3217-5
- 宮本麻由編 『TV ANIMATION STAR DRIVER 輝きのタクト 原画集』 スクウェア・エニックス、2011年、ISBN 978-4-7575-3311-0

## 劇場版
『スタードライバー THE MOVIE』（スタードライバー ザ・ムービー）のタイトルで、2013年2月9日公開。キャッチコピーは「銀河美少年、ここに輝く。」、「人生という冒険は続く。」
冒頭と最後に新作パートを設け、それに挟まれる形でテレビシリーズの総集編を配置する構成をとっている。新作パートはテレビシリーズ後の話で、現実の新宿を舞台に、冒頭ではタクト／タウバーンと複数のサイバディの戦闘を描き（このシーンの具体的な説明は劇中では一切ない。映画パンフレットでの解説によれば、第2隊 バニシングエージがテレビシリーズ後も暗躍しているらしく、タウバーンと戦っているのはバニシングエージ所属のサイバディ達である）最後では戦いの後にタクトやスガタと四方の巫女達が再会するシーンが描かれる。総集編部はテレビシリーズの再編集版だが、一部新作カットやテレビシリーズと細部が異なる展開も含まれる。
同年8月21日に本作のBlu-ray DiscおよびDVDが発売された。
キャスト
- ツナシ・タクト - 宮野真守
- シンドウ・スガタ - 福山潤
- アゲマキ・ワコ - 早見沙織
- ミヤビ・レイジ - 石田彰
- カタシロ・リョウスケ - 三木眞一郎
- ヒョウ・マツリ - 戸松遥
- ヨウ・ミズノ - 日高里菜
- ヨウ・マリノ - 広橋涼
- ニチ・ケイト - 小清水亜美
- ワタナベ・カナコ - 新名彩乃
- シナダ・ベニオ - 千葉千恵巳
- オカモト・ミドリ - 桑島法子
- エンドウ・サリナ - 坂本真綾
- ホンダ・ジョージ - 髙木俊
- ゴウダ・テツヤ - 杉山大
- ヤノ・マミ - 斎藤千和
- シモーヌ・アラゴン - 竹達彩奈
- ダイ・タカシ - 赤羽根健治
- シブヤ・ヒデキ - 飛田展男
- マキバ・シンゴ - 浅沼晋太郎
- スガタメ・タイガー - 東山奈央
- ヤマスガタ・ジャガー - 牛田裕子
- マキナ・ルリ - 加藤英美里
- コモリ・ナツオ - 入野自由
- オカダ・ハナ - 川島海荷
- ツナシ・イクロウ - 柴田秀勝
- アゲマキ・アゲハ - 京田尚子
- ヨウ・フジノ - 日髙のり子
- トロピカル食堂のマスター - 竹内良太
- ニシモリのおばちゃん - 山口享佑子
- マツヤマ・ヒロシ - 浅利遼太
- パイロット - 田丸篤志
- 団員 - 遠藤大智
- 団員 - 佐々木啓夫
- ポケット・ザメク - 青木柚
- 各務立基
- 山田浩貴
- 桑畑裕輔
- 高木達也
- 山岸治雄

スタッフ
- 原作・アニメーション制作 - BONES
- 監督・絵コンテ - 五十嵐卓哉
- 脚本 - 榎戸洋司
- キャラクター原案 - 水屋美沙×水屋洋花
- キャラクターデザイン・総作画監督 - 伊藤嘉之
- サイバディデザイン -  コヤマシゲト
- コンセプトデザイン - 荒牧伸志
- 美術デザイン - 永井一男
- 地下世界デザイン - 岡田有章
- インダストリアルデザイン - 柳瀬敬之
- 特技監督・絵コンテ - 村木靖
- 作画監督 - 小平佳幸、稲留和美
- メカ作画監督 - 阿部慎吾
- 美術監督 - 脇威志
- 色彩設計 - 中山しほ子
- 撮影監督 - 神林剛
- CGI監督 - 太田光希
- 編集 - 西山茂
- 音楽 - 神前暁・高田龍一・帆足圭吾・石濱翔・岡部啓一（MONACA）
- 音響監督 - 若林和弘
- 音響効果 - 倉橋静男（サウンドボックス）
- チーフプロデューサー - 大薮芳広、佐藤成俊、稲垣浩文、倉重宣之、古川慎、丸山博雄、寺西史
- プロデューサー - 土屋芳朗、渡辺希和、前田俊博、川島洋
- 配給 - アニプレックス、松竹
- 製作 - スタードライバー THE MOVIE製作委員会（アニプレックス、ボンズ、バンダイナムコゲームス、スクウェア・エニックス、電通、MBS、松竹）

主題歌
「colorful」
作詞 - U-ka / 作曲 - 巴川貴裕 /編曲 - 飛内将大 / 歌 - 9nine

特別番組
劇場版公開前に、特別番組『スタードライバー THE MOVIE 颯爽NAVI!』が放送された。
| 放送地域   | 放送局   | 放送期間     | 放送日時           | 放送系列 | 備考 |
| ---------- | -------- | ------------ | ------------------ | -------- | ---- |
| 東京都     | TOKYO MX | 2013年2月3日 | 日曜 23:30 - 24:00 | 独立局   |      |
| 近畿広域圏 | 毎日放送 | 2013年2月7日 | 木曜 27:00 - 27:30 | TBS系列  |      |

## 特記事項
- バンダイナムコゲームスが提供する仮想空間「バナフェス!」内のバナフェス！タウンに期間限定でスタードライバータウンがオープンしていた。綺羅星十字団の総会が行われている地下議事堂をモチーフにしている。アバターにスタードライバーの衣装をきせかえるのも可能になっていた。
- テレビアニメ『龍ヶ嬢七々々の埋蔵金』第7話で劇中アニメとして登場している。